# Liste des espèces végétales légalement protégées en Belgique
À la suite de la mise en application le 12 juillet 1973 de la Loi sur la Conservation de la Nature (retranscrivant la convention de Berne) et de l’Arrêté royal du 16 février 1976 relatif aux mesures de protection en faveur de certaines espèces végétales croissant à l’état sauvage - Arrêté abrogé par le décret du 6 décembre 2001 du gouvernement wallon, une 124 espèces de plantes, dont de nombreuses orchidées et d’autres espèces à fleurs décoratives, légalement protégées en Belgique.
Cet arrêté royal comporte trois annexes :
- Annexe VI point a - plantes protégées au niveau international : interdiction de 
  - cueillir, ramasser, couper, déraciner ou détruire intentionnellement,
  - détenir, transporter, échanger, vendre ou acheter, céder à titre gratuit, offrir en vente ou aux fins d'échange (à l'exception de ceux qui auraient été prélevés légalement avant la date d'entrée en vigueur de la présente disposition ainsi qu'à l'exception de celles de ces opérations qui sont constitutives d'une importation, d'une exportation ou d'un transit d'espèces végétales non indigènes)
  - détériorer ou détruire intentionnellement les habitats naturels de ces espèces
- Annexe VI point b - plantes protégées au niveau régional : les mêmes interdictions que pour l'annexe précédente
- comme pour l'annexe A, en ce qui concerne les  parties souterraines de la plante, jusques et y compris la base de la tige
- Annexe VII - protection partielle : interdiction de
  - vente, mise en vente ou achat
  - destruction intentionnelle des spécimens ou des habitats naturels dans lesquels ils sont présents
  - et donc autorisation de cueillir, ramasser, couper, détenir, transporter ou échanger en petite quantité (uniquement les parties aériennes de ces plantes)

| Groupe        | Famille          | Nom scientifique                                 | Nom commun                                           | Annexe |
| ------------- | ---------------- | ------------------------------------------------ | ---------------------------------------------------- | ------ |
| Hepaticae     | Aytoniaceae      | Mannia triandra                                  |                                                      | VI.a   |
| Hepaticae     | Codoniaceae      | Petalophyllum ralfsii                            |                                                      | VI.a   |
| Hepaticae     | Gymnomitriaceae  | Marsupella profunda                              |                                                      | VI.a   |
| Hepaticae     | Jungermanniaceae | Jungermannia handelii                            |                                                      | VI.a   |
| Hepaticae     | Ricciaceae       | Riccia breidleri                                 |                                                      | VI.a   |
| Hepaticae     | Riellaceae       | Riella helicophylla                              |                                                      | VI.a   |
| Hepaticae     | Scapaniaceae     | Scapania massalongi                              |                                                      | VI.a   |
| Musci         | Amblystegiaceae  | Drepanocladus vernicosus                         |                                                      | VI.a   |
| Musci         | Anthocerotaceae  | Notothylas orbicularis                           |                                                      | VI.a   |
| Musci         | Bruchiaceae      | Bruchia vogesiaca                                |                                                      | VI.a   |
| Musci         | Buxbaumiaceae    | Buxbaumia viridis                                |                                                      | VI.a   |
| Musci         | Cephaloziaceae   | Cephalozia macounii                              |                                                      | VI.a   |
| Musci         | Dicranaceae      | Atractylocarpus alpinus                          |                                                      | VI.a   |
| Musci         | Dicranaceae      | Cynodontium suecicum                             |                                                      | VI.a   |
| Musci         | Dicranaceae      | Dicranum viride                                  |                                                      | VI.a   |
| Musci         | Fontinalaceae    | Dichelyma capillaceum                            |                                                      | VI.a   |
| Musci         | Frullaniaceae    | Frullania parvistipula                           |                                                      | VI.a   |
| Musci         | Funariaceae      | Pyramidula tetragona                             |                                                      | VI.a   |
| Musci         | Hookeriaceae     | Distichophyllum carinatum                        |                                                      | VI.a   |
| Musci         | Meesiaceae       | Meesia longiseta                                 |                                                      | VI.a   |
| Musci         | Orthotrichaceae  | Orthotrichum rogeri                              |                                                      | VI.a   |
| Musci         | Sphagnaceae      | Sphagnum pylaesii                                |                                                      | VI.a   |
| Musci         | Splachnaceae     | Tayloria rudolphiana                             |                                                      | VI.a   |
| Ptéridophytes | Aspleniaceae     | Asplenium hemionitis                             |                                                      | VI.a   |
| Ptéridophytes | Aspleniaceae     | Asplenium jahandiezii                            |                                                      | VI.a   |
| Ptéridophytes | Blechnaceae      | Woodwardia radicans                              |                                                      | VI.a   |
| Ptéridophytes | Dicksoniaceae    | Culcita macrocarpa                               |                                                      | VI.a   |
| Ptéridophytes | Dryopteridaceae  | Diplazium sibiricum                              |                                                      | VI.a   |
| Ptéridophytes | Dryopteridaceae  | Dryopteris corleyi                               |                                                      | VI.a   |
| Ptéridophytes | Dryopteridaceae  | Dryopteris fragrans                              |                                                      | VI.a   |
| Ptéridophytes | Hymenophyllaceae | Trichomanes speciosum                            |                                                      | VI.a   |
| Ptéridophytes | Isoetaceae       | Isoetes boryana                                  |                                                      | VI.a   |
| Ptéridophytes | Isoetaceae       | Isoetes malinverniana                            |                                                      | VI.a   |
| Ptéridophytes | Marsileaceae     | Marsilea batardae                                |                                                      | VI.a   |
| Ptéridophytes | Marsileaceae     | Marsilea quadrifolia                             |                                                      | VI.a   |
| Ptéridophytes | Marsileaceae     | Marsilea strigosa                                |                                                      | VI.a   |
| Ptéridophytes | Marsileaceae     | Pilularia minuta                                 |                                                      | VI.a   |
| Ptéridophytes | Ophioglossaceae  | Botrychium matricariifolium                      |                                                      | VI.a   |
| Ptéridophytes | Ophioglossaceae  | Botrychium multifidum                            |                                                      | VI.a   |
| Ptéridophytes | Ophioglossaceae  | Botrychium simplex                               |                                                      | VI.a   |
| Ptéridophytes | Ophioglossaceae  | Ophioglossum polyphyllum                         |                                                      | VI.a   |
| Ptéridophytes | Salviniaceae     | Salvinia natans                                  |                                                      | VI.a   |
| Angiospermes  | Agavaceae        | Dracaena draco                                   |                                                      | VI.a   |
| Angiospermes  | Alismataceae     | Alisma wahlenbergii                              |                                                      | VI.a   |
| Angiospermes  | Alismataceae     | Caldesia parnassifolia                           |                                                      | VI.a   |
| Angiospermes  | Alismataceae     | Luronium natans                                  | Flûteau nageant                                      | VI.a   |
| Angiospermes  | Amaryllidaceae   | Leucojum nicaeense                               |                                                      | VI.a   |
| Angiospermes  | Amaryllidaceae   | Narcissus angustifolius                          |                                                      | VI.a   |
| Angiospermes  | Amaryllidaceae   | Narcissus asturiensis                            |                                                      | VI.a   |
| Angiospermes  | Amaryllidaceae   | Narcissus calcicola                              |                                                      | VI.a   |
| Angiospermes  | Amaryllidaceae   | Narcissus cyclamineus                            |                                                      | VI.a   |
| Angiospermes  | Amaryllidaceae   | Narcissus fernandesii                            |                                                      | VI.a   |
| Angiospermes  | Amaryllidaceae   | Narcissus humilis                                |                                                      | VI.a   |
| Angiospermes  | Amaryllidaceae   | Narcissus longispathus                           |                                                      | VI.a   |
| Angiospermes  | Amaryllidaceae   | Narcissus nevadensis                             |                                                      | VI.a   |
| Angiospermes  | Amaryllidaceae   | Narcissus pseudonarcissus (subsp. nobilis)       |                                                      | VI.a   |
| Angiospermes  | Amaryllidaceae   | Narcissus scaberulus                             |                                                      | VI.a   |
| Angiospermes  | Amaryllidaceae   | Narcissus triandrus                              |                                                      | VI.a   |
| Angiospermes  | Amaryllidaceae   | Narcissus triandrus (subsp. capax)               |                                                      | VI.a   |
| Angiospermes  | Amaryllidaceae   | Narcissus viridiflorus                           |                                                      | VI.a   |
| Angiospermes  | Amaryllidaceae   | Sternbergia candida                              |                                                      | VI.a   |
| Angiospermes  | Apocynaceae      | Rhazya orientalis                                |                                                      | VI.a   |
| Angiospermes  | Araceae          | Arum purpureospathum                             |                                                      | VI.a   |
| Angiospermes  | Aristolochiaceae | Aristolochia samsunensis                         |                                                      | VI.a   |
| Angiospermes  | Asclepiadaceae   | Vincetoxicum pannonicum                          |                                                      | VI.a   |
| Angiospermes  | Berberidaceae    | Berberis maderensis                              |                                                      | VI.a   |
| Angiospermes  | Boraginaceae     | Alkanna pinardii                                 |                                                      | VI.a   |
| Angiospermes  | Boraginaceae     | Anchusa crispa                                   |                                                      | VI.a   |
| Angiospermes  | Boraginaceae     | Lithodora nitida                                 |                                                      | VI.a   |
| Angiospermes  | Boraginaceae     | Myosotis lusitanica                              |                                                      | VI.a   |
| Angiospermes  | Boraginaceae     | Myosotis praecox                                 |                                                      | VI.a   |
| Angiospermes  | Boraginaceae     | Myosotis rehsteineri                             |                                                      | VI.a   |
| Angiospermes  | Boraginaceae     | Myosotis retusifolia                             |                                                      | VI.a   |
| Angiospermes  | Boraginaceae     | Omphalodes kusinskyana                           |                                                      | VI.a   |
| Angiospermes  | Boraginaceae     | Omphalodes littoralis                            |                                                      | VI.a   |
| Angiospermes  | Boraginaceae     | Onosma halophilum                                |                                                      | VI.a   |
| Angiospermes  | Boraginaceae     | Onosma polyphylla                                |                                                      | VI.a   |
| Angiospermes  | Boraginaceae     | Onosma proponticum                               |                                                      | VI.a   |
| Angiospermes  | Boraginaceae     | Onosma tornensis                                 |                                                      | VI.a   |
| Angiospermes  | Boraginaceae     | Onosma troodi                                    |                                                      | VI.a   |
| Angiospermes  | Boraginaceae     | Solenanthus albanicus                            |                                                      | VI.a   |
| Angiospermes  | Boraginaceae     | Symphytum cycladense                             |                                                      | VI.a   |
| Angiospermes  | Campanulaceae    | Asyneuma giganteum                               |                                                      | VI.a   |
| Angiospermes  | Campanulaceae    | Campanula abietina                               |                                                      | VI.a   |
| Angiospermes  | Campanulaceae    | Campanula damboldtiana                           |                                                      | VI.a   |
| Angiospermes  | Campanulaceae    | Campanula gelida                                 |                                                      | VI.a   |
| Angiospermes  | Campanulaceae    | Campanula lanata                                 |                                                      | VI.a   |
| Angiospermes  | Campanulaceae    | Campanula lycica                                 |                                                      | VI.a   |
| Angiospermes  | Campanulaceae    | Campanula morettiana                             |                                                      | VI.a   |
| Angiospermes  | Campanulaceae    | Campanula romanica                               |                                                      | VI.a   |
| Angiospermes  | Campanulaceae    | Campanula sabatia                                |                                                      | VI.a   |
| Angiospermes  | Campanulaceae    | Jasione crispa (subsp. serpentinica)             |                                                      | VI.a   |
| Angiospermes  | Campanulaceae    | Jasione lusitanica                               |                                                      | VI.a   |
| Angiospermes  | Campanulaceae    | Physoplexis comosa                               |                                                      | VI.a   |
| Angiospermes  | Campanulaceae    | Trachelium asperuloides                          |                                                      | VI.a   |
| Angiospermes  | Caryophyllaceae  | Arenaria ciliata (subsp. pseudofrigida)          |                                                      | VI.a   |
| Angiospermes  | Caryophyllaceae  | Arenaria humifusa                                |                                                      | VI.a   |
| Angiospermes  | Caryophyllaceae  | Arenaria nevadensis                              |                                                      | VI.a   |
| Angiospermes  | Caryophyllaceae  | Arenaria provincialis                            |                                                      | VI.a   |
| Angiospermes  | Caryophyllaceae  | Cerastium alsinifolium                           |                                                      | VI.a   |
| Angiospermes  | Caryophyllaceae  | Dianthus arenarius                               |                                                      | VI.a   |
| Angiospermes  | Caryophyllaceae  | Dianthus cintranus (subsp. cintranus)            |                                                      | VI.a   |
| Angiospermes  | Caryophyllaceae  | Dianthus hispanicus                              |                                                      | VI.a   |
| Angiospermes  | Caryophyllaceae  | Dianthus marizii                                 |                                                      | VI.a   |
| Angiospermes  | Caryophyllaceae  | Dianthus nitidus                                 |                                                      | VI.a   |
| Angiospermes  | Caryophyllaceae  | Dianthus rupicola                                |                                                      | VI.a   |
| Angiospermes  | Caryophyllaceae  | Dianthus serotinus                               |                                                      | VI.a   |
| Angiospermes  | Caryophyllaceae  | Dianthus urumoffii                               |                                                      | VI.a   |
| Angiospermes  | Caryophyllaceae  | Gypsophila papillosa                             |                                                      | VI.a   |
| Angiospermes  | Caryophyllaceae  | Herniaria algarvica                              |                                                      | VI.a   |
| Angiospermes  | Caryophyllaceae  | Herniaria berlengiana                            |                                                      | VI.a   |
| Angiospermes  | Caryophyllaceae  | Herniaria latifolia (subsp. litardierei)         |                                                      | VI.a   |
| Angiospermes  | Caryophyllaceae  | Herniaria lusitanica (subsp. berlengiana)        |                                                      | VI.a   |
| Angiospermes  | Caryophyllaceae  | Herniaria maritima                               |                                                      | VI.a   |
| Angiospermes  | Caryophyllaceae  | Minuartia smejkalii                              |                                                      | VI.a   |
| Angiospermes  | Caryophyllaceae  | Moehringia fontqueri                             |                                                      | VI.a   |
| Angiospermes  | Caryophyllaceae  | Moehringia hypanica                              |                                                      | VI.a   |
| Angiospermes  | Caryophyllaceae  | Moehringia jankae                                |                                                      | VI.a   |
| Angiospermes  | Caryophyllaceae  | Moehringia lateriflora                           |                                                      | VI.a   |
| Angiospermes  | Caryophyllaceae  | Moehringia tommasinii                            |                                                      | VI.a   |
| Angiospermes  | Caryophyllaceae  | Petrocoptis grandiflora                          |                                                      | VI.a   |
| Angiospermes  | Caryophyllaceae  | Petrocoptis montsicciana                         |                                                      | VI.a   |
| Angiospermes  | Caryophyllaceae  | Petrocoptis pseudoviscosa                        |                                                      | VI.a   |
| Angiospermes  | Caryophyllaceae  | Saponaria halophila                              |                                                      | VI.a   |
| Angiospermes  | Caryophyllaceae  | Silene cretacea                                  |                                                      | VI.a   |
| Angiospermes  | Caryophyllaceae  | Silene furcata (subsp. angustiflora)             |                                                      | VI.a   |
| Angiospermes  | Caryophyllaceae  | Silene haussknechtii                             |                                                      | VI.a   |
| Angiospermes  | Caryophyllaceae  | Silene hicesiae                                  |                                                      | VI.a   |
| Angiospermes  | Caryophyllaceae  | Silene hifacensis                                |                                                      | VI.a   |
| Angiospermes  | Caryophyllaceae  | Silene holzmannii                                |                                                      | VI.a   |
| Angiospermes  | Caryophyllaceae  | Silene longicilia                                |                                                      | VI.a   |
| Angiospermes  | Caryophyllaceae  | Silene mariana                                   |                                                      | VI.a   |
| Angiospermes  | Caryophyllaceae  | Silene orphanidis                                |                                                      | VI.a   |
| Angiospermes  | Caryophyllaceae  | Silene pompeiopolitana                           |                                                      | VI.a   |
| Angiospermes  | Caryophyllaceae  | Silene rothmaleri                                |                                                      | VI.a   |
| Angiospermes  | Caryophyllaceae  | Silene salsuginea                                |                                                      | VI.a   |
| Angiospermes  | Caryophyllaceae  | Silene sangaria                                  |                                                      | VI.a   |
| Angiospermes  | Caryophyllaceae  | Silene velutina                                  |                                                      | VI.a   |
| Angiospermes  | Chenopodiaceae   | Bassia saxicola                                  |                                                      | VI.a   |
| Angiospermes  | Chenopodiaceae   | Beta adanensis                                   |                                                      | VI.a   |
| Angiospermes  | Chenopodiaceae   | Beta trojana                                     |                                                      | VI.a   |
| Angiospermes  | Chenopodiaceae   | Kalidiopsis wagenitzii                           |                                                      | VI.a   |
| Angiospermes  | Chenopodiaceae   | Kochia saxicola                                  |                                                      | VI.a   |
| Angiospermes  | Chenopodiaceae   | Microcnemum coralloides (subsp. anatolicum)      |                                                      | VI.a   |
| Angiospermes  | Chenopodiaceae   | Salicornia veneta                                |                                                      | VI.a   |
| Angiospermes  | Chenopodiaceae   | Salsola anatolica                                |                                                      | VI.a   |
| Angiospermes  | Chenopodiaceae   | Suaeda cucullata                                 |                                                      | VI.a   |
| Angiospermes  | Cistaceae        | Cistus palhinhae                                 |                                                      | VI.a   |
| Angiospermes  | Cistaceae        | Halimium verticillatum                           |                                                      | VI.a   |
| Angiospermes  | Cistaceae        | Helianthemum alypoides                           |                                                      | VI.a   |
| Angiospermes  | Cistaceae        | Helianthemum arcticum                            |                                                      | VI.a   |
| Angiospermes  | Cistaceae        | Helianthemum caput-felis                         |                                                      | VI.a   |
| Angiospermes  | Cistaceae        | Tuberaria major                                  |                                                      | VI.a   |
| Angiospermes  | Compositae       | Achillea glaberrima                              |                                                      | VI.a   |
| Angiospermes  | Compositae       | Achillea thracica                                |                                                      | VI.a   |
| Angiospermes  | Compositae       | Anacyclus latealatus                             |                                                      | VI.a   |
| Angiospermes  | Compositae       | Andryala levitomentosa                           |                                                      | VI.a   |
| Angiospermes  | Compositae       | Anthemis glaberrima                              |                                                      | VI.a   |
| Angiospermes  | Compositae       | Anthemis halophila                               |                                                      | VI.a   |
| Angiospermes  | Compositae       | Anthemis trotzkiana                              |                                                      | VI.a   |
| Angiospermes  | Compositae       | Argyranthemum pinnatifidum (subsp. succulentum)  |                                                      | VI.a   |
| Angiospermes  | Compositae       | Artemisia campestris (subsp. bottnica)           |                                                      | VI.a   |
| Angiospermes  | Compositae       | Artemisia granatensis                            |                                                      | VI.a   |
| Angiospermes  | Compositae       | Artemisia insipida                               |                                                      | VI.a   |
| Angiospermes  | Compositae       | Artemisia laciniata                              |                                                      | VI.a   |
| Angiospermes  | Compositae       | Artemisia oelandica                              |                                                      | VI.a   |
| Angiospermes  | Compositae       | Artemisia pancicii                               |                                                      | VI.a   |
| Angiospermes  | Compositae       | Aster pyrenaeus                                  |                                                      | VI.a   |
| Angiospermes  | Compositae       | Aster sibiricus                                  |                                                      | VI.a   |
| Angiospermes  | Compositae       | Aster sorrentinii                                |                                                      | VI.a   |
| Angiospermes  | Compositae       | Carduus myriacanthus                             |                                                      | VI.a   |
| Angiospermes  | Compositae       | Carlina diae                                     |                                                      | VI.a   |
| Angiospermes  | Compositae       | Carlina onopordifolia                            |                                                      | VI.a   |
| Angiospermes  | Compositae       | Centaurea akamatis                               |                                                      | VI.a   |
| Angiospermes  | Compositae       | Centaurea alba (subsp. heldreichii)              |                                                      | VI.a   |
| Angiospermes  | Compositae       | Centaurea alba (subsp. princeps)                 |                                                      | VI.a   |
| Angiospermes  | Compositae       | Centaurea attica (subsp. megarensis)             |                                                      | VI.a   |
| Angiospermes  | Compositae       | Centaurea balearica                              |                                                      | VI.a   |
| Angiospermes  | Compositae       | Centaurea borjae                                 |                                                      | VI.a   |
| Angiospermes  | Compositae       | Centaurea citricolor                             |                                                      | VI.a   |
| Angiospermes  | Compositae       | Centaurea corymbosa                              |                                                      | VI.a   |
| Angiospermes  | Compositae       | Centaurea dubjanskyi                             |                                                      | VI.a   |
| Angiospermes  | Compositae       | Centaurea gadorensis                             |                                                      | VI.a   |
| Angiospermes  | Compositae       | Centaurea hermannii                              |                                                      | VI.a   |
| Angiospermes  | Compositae       | Centaurea horrida                                |                                                      | VI.a   |
| Angiospermes  | Compositae       | Centaurea jankae                                 |                                                      | VI.a   |
| Angiospermes  | Compositae       | Centaurea kalambakensis                          |                                                      | VI.a   |
| Angiospermes  | Compositae       | Centaurea kartschiana                            |                                                      | VI.a   |
| Angiospermes  | Compositae       | Centaurea lactiflora                             |                                                      | VI.a   |
| Angiospermes  | Compositae       | Centaurea micrantha (subsp. herminii)            |                                                      | VI.a   |
| Angiospermes  | Compositae       | Centaurea niederi                                |                                                      | VI.a   |
| Angiospermes  | Compositae       | Centaurea peucedanifolia                         |                                                      | VI.a   |
| Angiospermes  | Compositae       | Centaurea pineticola                             |                                                      | VI.a   |
| Angiospermes  | Compositae       | Centaurea pontica                                |                                                      | VI.a   |
| Angiospermes  | Compositae       | Centaurea pseudoleucolepis                       |                                                      | VI.a   |
| Angiospermes  | Compositae       | Centaurea pulvinata                              |                                                      | VI.a   |
| Angiospermes  | Compositae       | Centaurea rothmalerana                           |                                                      | VI.a   |
| Angiospermes  | Compositae       | Centaurea tchihatcheffii                         |                                                      | VI.a   |
| Angiospermes  | Compositae       | Centaurea vicentina                              |                                                      | VI.a   |
| Angiospermes  | Compositae       | Crepis crocifolia                                |                                                      | VI.a   |
| Angiospermes  | Compositae       | Crepis granatensis                               |                                                      | VI.a   |
| Angiospermes  | Compositae       | Crepis purpurea                                  |                                                      | VI.a   |
| Angiospermes  | Compositae       | Crepis tectorum (subsp. nigrescens)              |                                                      | VI.a   |
| Angiospermes  | Compositae       | Dendranthema zawadskyi                           |                                                      | VI.a   |
| Angiospermes  | Compositae       | Erigeron frigidus                                |                                                      | VI.a   |
| Angiospermes  | Compositae       | Helichrysum sibthorpii                           |                                                      | VI.a   |
| Angiospermes  | Compositae       | Hymenostemma pseudanthemis                       |                                                      | VI.a   |
| Angiospermes  | Compositae       | Jurinea cyanoides                                |                                                      | VI.a   |
| Angiospermes  | Compositae       | Jurinea fontqueri                                |                                                      | VI.a   |
| Angiospermes  | Compositae       | Lagoseris purpurea                               |                                                      | VI.a   |
| Angiospermes  | Compositae       | Lamyropsis microcephala                          |                                                      | VI.a   |
| Angiospermes  | Compositae       | Leontodon boryi                                  |                                                      | VI.a   |
| Angiospermes  | Compositae       | Leontodon microcephalus                          |                                                      | VI.a   |
| Angiospermes  | Compositae       | Leontodon siculus                                |                                                      | VI.a   |
| Angiospermes  | Compositae       | Leuzea longifolia                                |                                                      | VI.a   |
| Angiospermes  | Compositae       | Ligularia sibirica                               |                                                      | VI.a   |
| Angiospermes  | Compositae       | Picris willkommii                                |                                                      | VI.a   |
| Angiospermes  | Compositae       | Santolina elegans                                |                                                      | VI.a   |
| Angiospermes  | Compositae       | Santolina impressa                               |                                                      | VI.a   |
| Angiospermes  | Compositae       | Santolina semidentata                            |                                                      | VI.a   |
| Angiospermes  | Compositae       | Senecio caespitosus                              |                                                      | VI.a   |
| Angiospermes  | Compositae       | Senecio elodes                                   |                                                      | VI.a   |
| Angiospermes  | Compositae       | Senecio jacobea (subsp. gotlandicus)             |                                                      | VI.a   |
| Angiospermes  | Compositae       | Senecio lagascanus (subsp. lusitanicus)          |                                                      | VI.a   |
| Angiospermes  | Compositae       | Senecio nevadensis                               |                                                      | VI.a   |
| Angiospermes  | Compositae       | Serratula tanaitica                              |                                                      | VI.a   |
| Angiospermes  | Compositae       | Sonchus erzincanicus                             |                                                      | VI.a   |
| Angiospermes  | Compositae       | Wagenitzia lancifolia                            |                                                      | VI.a   |
| Angiospermes  | Convolvulaceae   | Convolvulus argyrothamnos                        |                                                      | VI.a   |
| Angiospermes  | Convolvulaceae   | Convolvulus fernandesii                          |                                                      | VI.a   |
| Angiospermes  | Convolvulaceae   | Convolvulus pulvinatus                           |                                                      | VI.a   |
| Angiospermes  | Cruciferae       | Alyssum akamasicum                               |                                                      | VI.a   |
| Angiospermes  | Cruciferae       | Alyssum borzaeanum                               |                                                      | VI.a   |
| Angiospermes  | Cruciferae       | Alyssum pyrenaicum                               |                                                      | VI.a   |
| Angiospermes  | Cruciferae       | Arabis kennedyae                                 |                                                      | VI.a   |
| Angiospermes  | Cruciferae       | Arabis sadina                                    |                                                      | VI.a   |
| Angiospermes  | Cruciferae       | Armoracia macrocarpa                             |                                                      | VI.a   |
| Angiospermes  | Cruciferae       | Aurinia uechtritziana                            |                                                      | VI.a   |
| Angiospermes  | Cruciferae       | Biscutella neustriaca                            |                                                      | VI.a   |
| Angiospermes  | Cruciferae       | Biscutella vincentina                            |                                                      | VI.a   |
| Angiospermes  | Cruciferae       | Boleum asperum                                   |                                                      | VI.a   |
| Angiospermes  | Cruciferae       | Brassica glabrescens                             |                                                      | VI.a   |
| Angiospermes  | Cruciferae       | Brassica hilarionis                              |                                                      | VI.a   |
| Angiospermes  | Cruciferae       | Brassica insularis                               |                                                      | VI.a   |
| Angiospermes  | Cruciferae       | Brassica macrocarpa                              |                                                      | VI.a   |
| Angiospermes  | Cruciferae       | Brassica sylvestris (subsp. taurica)             |                                                      | VI.a   |
| Angiospermes  | Cruciferae       | Braya linearis                                   |                                                      | VI.a   |
| Angiospermes  | Cruciferae       | Braya purpurasceus                               |                                                      | VI.a   |
| Angiospermes  | Cruciferae       | Cochlearia polonica                              |                                                      | VI.a   |
| Angiospermes  | Cruciferae       | Coincya rupestris                                |                                                      | VI.a   |
| Angiospermes  | Cruciferae       | Coronopus navasii                                |                                                      | VI.a   |
| Angiospermes  | Cruciferae       | Crambe koktebelica                               |                                                      | VI.a   |
| Angiospermes  | Cruciferae       | Crambe litwinonowii                              |                                                      | VI.a   |
| Angiospermes  | Cruciferae       | Diplotaxis ibicensis                             |                                                      | VI.a   |
| Angiospermes  | Cruciferae       | Diplotaxis siettiana                             |                                                      | VI.a   |
| Angiospermes  | Cruciferae       | Diplotaxis vicentina                             |                                                      | VI.a   |
| Angiospermes  | Cruciferae       | Draba cacuminum                                  |                                                      | VI.a   |
| Angiospermes  | Cruciferae       | Draba cinerea                                    |                                                      | VI.a   |
| Angiospermes  | Cruciferae       | Draba dorneri                                    |                                                      | VI.a   |
| Angiospermes  | Cruciferae       | Erucastrum palustre                              |                                                      | VI.a   |
| Angiospermes  | Cruciferae       | Erysimum pieninicum                              |                                                      | VI.a   |
| Angiospermes  | Cruciferae       | Iberis arbuscula                                 |                                                      | VI.a   |
| Angiospermes  | Cruciferae       | Iberis procumbens (subsp. microcarpa)            |                                                      | VI.a   |
| Angiospermes  | Cruciferae       | Jonopsidium acaule                               |                                                      | VI.a   |
| Angiospermes  | Cruciferae       | Jonopsidium savianum                             |                                                      | VI.a   |
| Angiospermes  | Cruciferae       | Lepidium turczaninowii                           |                                                      | VI.a   |
| Angiospermes  | Cruciferae       | Murbeckiella sousae                              |                                                      | VI.a   |
| Angiospermes  | Cruciferae       | Rhynchosinapis erucastrum (subsp. cintrana)      |                                                      | VI.a   |
| Angiospermes  | Cruciferae       | Schivereckia podolica                            |                                                      | VI.a   |
| Angiospermes  | Cruciferae       | Sisymbrium cavanillesianum                       |                                                      | VI.a   |
| Angiospermes  | Cruciferae       | Sisymbrium confertum                             |                                                      | VI.a   |
| Angiospermes  | Cruciferae       | Sisymbrium matritense                            |                                                      | VI.a   |
| Angiospermes  | Cruciferae       | Sisymbrium supinum                               |                                                      | VI.a   |
| Angiospermes  | Cruciferae       | Thlaspi cariense                                 |                                                      | VI.a   |
| Angiospermes  | Cruciferae       | Thlaspi jankae                                   |                                                      | VI.a   |
| Angiospermes  | Cyperaceae       | Carex panormitana                                |                                                      | VI.a   |
| Angiospermes  | Cyperaceae       | Carex secalina                                   |                                                      | VI.a   |
| Angiospermes  | Cyperaceae       | Eleocharis carniolica                            |                                                      | VI.a   |
| Angiospermes  | Dioscoreaceae    | Borderea chouardii                               |                                                      | VI.a   |
| Angiospermes  | Dipsacaceae      | Dipsacus cephalarioides                          |                                                      | VI.a   |
| Angiospermes  | Droseraceae      | Aldrovanda vesiculosa                            |                                                      | VI.a   |
| Angiospermes  | Ericaceae        | Vaccinium arctostaphylos                         |                                                      | VI.a   |
| Angiospermes  | Euphorbiaceae    | Euphorbia margalidiana                           |                                                      | VI.a   |
| Angiospermes  | Euphorbiaceae    | Euphorbia nevadensis                             |                                                      | VI.a   |
| Angiospermes  | Euphorbiaceae    | Euphorbia transtagana                            |                                                      | VI.a   |
| Angiospermes  | Gentianaceae     | Centaurium rigualii                              |                                                      | VI.a   |
| Angiospermes  | Gentianaceae     | Centaurium somedanum                             |                                                      | VI.a   |
| Angiospermes  | Gentianaceae     | Gentiana ligustica                               |                                                      | VI.a   |
| Angiospermes  | Gentianaceae     | Gentianella angelica                             |                                                      | VI.a   |
| Angiospermes  | Geraniaceae      | Erodium astragaloides                            |                                                      | VI.a   |
| Angiospermes  | Geraniaceae      | Erodium chrysanthum                              |                                                      | VI.a   |
| Angiospermes  | Geraniaceae      | Erodium paularense                               |                                                      | VI.a   |
| Angiospermes  | Geraniaceae      | Erodium rupicola                                 |                                                      | VI.a   |
| Angiospermes  | Gesneriaceae     | Haberlea rhodopensis                             |                                                      | VI.a   |
| Angiospermes  | Gesneriaceae     | Jankaea heldreichii                              |                                                      | VI.a   |
| Angiospermes  | Gesneriaceae     | Ramonda serbica                                  |                                                      | VI.a   |
| Angiospermes  | Selaginaceae     | Globularia stygia                                |                                                      | VI.a   |
| Angiospermes  | Gramineae        | Arctagrostis latifolia                           |                                                      | VI.a   |
| Angiospermes  | Gramineae        | Arctophila fulva                                 |                                                      | VI.a   |
| Angiospermes  | Gramineae        | Avenula hackelii                                 |                                                      | VI.a   |
| Angiospermes  | Gramineae        | Bromus bromoideus                                | Brome des Ardennes                                   | VI.a   |
| Angiospermes  | Gramineae        | Bromus grossus                                   | Brome épais                                          | VI.a   |
| Angiospermes  | Gramineae        | Bromus interruptus                               |                                                      | VI.a   |
| Angiospermes  | Gramineae        | Bromus moesiacus                                 |                                                      | VI.a   |
| Angiospermes  | Gramineae        | Bromus psammophilus                              |                                                      | VI.a   |
| Angiospermes  | Gramineae        | Calamagrostis chalybaea                          |                                                      | VI.a   |
| Angiospermes  | Gramineae        | Cinna latifolia                                  |                                                      | VI.a   |
| Angiospermes  | Gramineae        | Coleanthus subtilis                              |                                                      | VI.a   |
| Angiospermes  | Gramineae        | Eremopoa mardinensis                             |                                                      | VI.a   |
| Angiospermes  | Gramineae        | Festuca brigantina                               |                                                      | VI.a   |
| Angiospermes  | Gramineae        | Festuca duriotagana                              |                                                      | VI.a   |
| Angiospermes  | Gramineae        | Festuca elegans                                  |                                                      | VI.a   |
| Angiospermes  | Gramineae        | Festuca henriquesii                              |                                                      | VI.a   |
| Angiospermes  | Gramineae        | Festuca sumilusitanica                           |                                                      | VI.a   |
| Angiospermes  | Gramineae        | Gaudinia hispanica                               |                                                      | VI.a   |
| Angiospermes  | Gramineae        | Holcus setiglumis (subsp. duriensis)             |                                                      | VI.a   |
| Angiospermes  | Gramineae        | Micropyropsis tuberosa                           |                                                      | VI.a   |
| Angiospermes  | Gramineae        | Poa granitica                                    |                                                      | VI.a   |
| Angiospermes  | Gramineae        | Poa riphaea                                      |                                                      | VI.a   |
| Angiospermes  | Gramineae        | Pseudarrhenatherum pallens                       |                                                      | VI.a   |
| Angiospermes  | Gramineae        | Puccinellia phryganodos                          |                                                      | VI.a   |
| Angiospermes  | Gramineae        | Puccinellia pungens                              |                                                      | VI.a   |
| Angiospermes  | Gramineae        | Stipa austroitalica                              |                                                      | VI.a   |
| Angiospermes  | Gramineae        | Stipa bavarica                                   |                                                      | VI.a   |
| Angiospermes  | Gramineae        | Stipa danubialis                                 |                                                      | VI.a   |
| Angiospermes  | Gramineae        | Stipa styriaca                                   |                                                      | VI.a   |
| Angiospermes  | Gramineae        | Stipa syreistschikowii                           |                                                      | VI.a   |
| Angiospermes  | Gramineae        | Stipa veneta                                     |                                                      | VI.a   |
| Angiospermes  | Gramineae        | Trisetum subalpestre                             |                                                      | VI.a   |
| Angiospermes  | Grossulariaceae  | Ribes sardoum                                    |                                                      | VI.a   |
| Angiospermes  | Hippuridaceae    | Hippuris tetraphylla                             |                                                      | VI.a   |
| Angiospermes  | Hypericaceae     | Hypericum aciferum                               |                                                      | VI.a   |
| Angiospermes  | Hypericaceae     | Hypericum salsugineum                            |                                                      | VI.a   |
| Angiospermes  | Iridaceae        | Crocus abantensis                                |                                                      | VI.a   |
| Angiospermes  | Iridaceae        | Crocus cyprius                                   |                                                      | VI.a   |
| Angiospermes  | Iridaceae        | Crocus etruscus                                  |                                                      | VI.a   |
| Angiospermes  | Iridaceae        | Crocus hartmannianus                             |                                                      | VI.a   |
| Angiospermes  | Iridaceae        | Crocus robertianus                               |                                                      | VI.a   |
| Angiospermes  | Iridaceae        | Gladiolus felicis                                |                                                      | VI.a   |
| Angiospermes  | Iridaceae        | Iris boissieri                                   |                                                      | VI.a   |
| Angiospermes  | Iridaceae        | Iris marisca                                     |                                                      | VI.a   |
| Angiospermes  | Juncaceae        | Juncus valvatus                                  |                                                      | VI.a   |
| Angiospermes  | Juncaceae        | Luzula arctica                                   |                                                      | VI.a   |
| Angiospermes  | Labiatae         | Amaracus cordifolium                             |                                                      | VI.a   |
| Angiospermes  | Labiatae         | Dracocephalum austriacum                         |                                                      | VI.a   |
| Angiospermes  | Labiatae         | Dracocephalum ruyschiana                         |                                                      | VI.a   |
| Angiospermes  | Labiatae         | Micromeria taygetea                              |                                                      | VI.a   |
| Angiospermes  | Labiatae         | Nepeta dirphya                                   |                                                      | VI.a   |
| Angiospermes  | Labiatae         | Nepeta sphaciotica                               |                                                      | VI.a   |
| Angiospermes  | Labiatae         | Origanum dictamnus                               |                                                      | VI.a   |
| Angiospermes  | Labiatae         | Origanum scabrum                                 |                                                      | VI.a   |
| Angiospermes  | Labiatae         | Phlomis brevibracteata                           |                                                      | VI.a   |
| Angiospermes  | Labiatae         | Phlomis cypria                                   |                                                      | VI.a   |
| Angiospermes  | Labiatae         | Rosmarinus tomentosus                            |                                                      | VI.a   |
| Angiospermes  | Labiatae         | Salvia crassifolia                               |                                                      | VI.a   |
| Angiospermes  | Labiatae         | Sideritis cypria                                 |                                                      | VI.a   |
| Angiospermes  | Labiatae         | Sideritis incana (subsp. glauca)                 |                                                      | VI.a   |
| Angiospermes  | Labiatae         | Sideritis javalambrensis                         |                                                      | VI.a   |
| Angiospermes  | Labiatae         | Sideritis serrata                                |                                                      | VI.a   |
| Angiospermes  | Labiatae         | Teucrium charidemi                               |                                                      | VI.a   |
| Angiospermes  | Labiatae         | Teucrium lamiifolium                             |                                                      | VI.a   |
| Angiospermes  | Labiatae         | Teucrium lepicephalum                            |                                                      | VI.a   |
| Angiospermes  | Labiatae         | Teucrium turredanum                              |                                                      | VI.a   |
| Angiospermes  | Labiatae         | Thymus aznavourii                                |                                                      | VI.a   |
| Angiospermes  | Labiatae         | Thymus camphoratus                               |                                                      | VI.a   |
| Angiospermes  | Labiatae         | Thymus capitellatus                              |                                                      | VI.a   |
| Angiospermes  | Labiatae         | Thymus carnosus                                  |                                                      | VI.a   |
| Angiospermes  | Labiatae         | Thymus lotocephalus                              |                                                      | VI.a   |
| Angiospermes  | Labiatae         | Thymus villosus (subsp. villosus)                |                                                      | VI.a   |
| Angiospermes  | Leguminosae      | Anthyllis hystrix                                |                                                      | VI.a   |
| Angiospermes  | Leguminosae      | Astragalus aitosensis                            |                                                      | VI.a   |
| Angiospermes  | Leguminosae      | Astragalus algarbiensis                          |                                                      | VI.a   |
| Angiospermes  | Leguminosae      | Astragalus aquilanus                             |                                                      | VI.a   |
| Angiospermes  | Leguminosae      | Astragalus centralpinus                          |                                                      | VI.a   |
| Angiospermes  | Leguminosae      | Astragalus kungurensis                           |                                                      | VI.a   |
| Angiospermes  | Leguminosae      | Astragalus macrocarpus (subsp. lefkarensis)      |                                                      | VI.a   |
| Angiospermes  | Leguminosae      | Astragalus maritimus                             |                                                      | VI.a   |
| Angiospermes  | Leguminosae      | Astragalus peterfii                              |                                                      | VI.a   |
| Angiospermes  | Leguminosae      | Astragalus physocalyx                            |                                                      | VI.a   |
| Angiospermes  | Leguminosae      | Astragalus psedopurpureus                        |                                                      | VI.a   |
| Angiospermes  | Leguminosae      | Astragalus setosulus                             |                                                      | VI.a   |
| Angiospermes  | Leguminosae      | Astragalus tanaiticus                            |                                                      | VI.a   |
| Angiospermes  | Leguminosae      | Astragalus tremolsianus                          |                                                      | VI.a   |
| Angiospermes  | Leguminosae      | Astragalus verrucosus                            |                                                      | VI.a   |
| Angiospermes  | Leguminosae      | Cytisus aeolicus                                 |                                                      | VI.a   |
| Angiospermes  | Leguminosae      | Genista dorycnifolia                             |                                                      | VI.a   |
| Angiospermes  | Leguminosae      | Genista holopetala                               |                                                      | VI.a   |
| Angiospermes  | Leguminosae      | Genista tetragona                                |                                                      | VI.a   |
| Angiospermes  | Leguminosae      | Glycyrrhiza iconica                              |                                                      | VI.a   |
| Angiospermes  | Leguminosae      | Hedysarum razoumovianum                          |                                                      | VI.a   |
| Angiospermes  | Leguminosae      | Melilotus segetalis (subsp. fallax)              |                                                      | VI.a   |
| Angiospermes  | Leguminosae      | Ononis hackelii                                  |                                                      | VI.a   |
| Angiospermes  | Leguminosae      | Ononis maweana                                   |                                                      | VI.a   |
| Angiospermes  | Leguminosae      | Oxytropis deflexa (subsp. norvegica)             |                                                      | VI.a   |
| Angiospermes  | Leguminosae      | Sphaerophysa kotschyana                          |                                                      | VI.a   |
| Angiospermes  | Leguminosae      | Thermopsis turcica                               |                                                      | VI.a   |
| Angiospermes  | Leguminosae      | Trifolium banaticum                              |                                                      | VI.a   |
| Angiospermes  | Leguminosae      | Trifolium pachycalyx                             |                                                      | VI.a   |
| Angiospermes  | Leguminosae      | Trifolium saxatile                               |                                                      | VI.a   |
| Angiospermes  | Leguminosae      | Trigonella arenicola                             |                                                      | VI.a   |
| Angiospermes  | Leguminosae      | Trigonella halophila                             |                                                      | VI.a   |
| Angiospermes  | Leguminosae      | Trigonella polycarpa                             |                                                      | VI.a   |
| Angiospermes  | Leguminosae      | Vicia bifoliolata                                |                                                      | VI.a   |
| Angiospermes  | Lentibulariaceae | Pinguicula crystallina                           |                                                      | VI.a   |
| Angiospermes  | Lentibulariaceae | Pinguicula nevadensis                            |                                                      | VI.a   |
| Angiospermes  | Liliaceae        | Allium grosii                                    |                                                      | VI.a   |
| Angiospermes  | Liliaceae        | Allium regelianum                                |                                                      | VI.a   |
| Angiospermes  | Liliaceae        | Allium vuralii                                   |                                                      | VI.a   |
| Angiospermes  | Liliaceae        | Androcymbium europeum                            |                                                      | VI.a   |
| Angiospermes  | Liliaceae        | Androcymbium rechingeri                          |                                                      | VI.a   |
| Angiospermes  | Liliaceae        | Asparagus lycaonicus                             |                                                      | VI.a   |
| Angiospermes  | Liliaceae        | Asphodelus bento-rainhae                         |                                                      | VI.a   |
| Angiospermes  | Liliaceae        | Bellevalia hackelii                              |                                                      | VI.a   |
| Angiospermes  | Liliaceae        | Chionodoxa lochiae                               |                                                      | VI.a   |
| Angiospermes  | Liliaceae        | Chionodoxa luciliae                              |                                                      | VI.a   |
| Angiospermes  | Liliaceae        | Colchicum arenarium                              |                                                      | VI.a   |
| Angiospermes  | Liliaceae        | Colchicum corsicum                               |                                                      | VI.a   |
| Angiospermes  | Liliaceae        | Colchicum cousturieri                            |                                                      | VI.a   |
| Angiospermes  | Liliaceae        | Colchicum davidovii                              |                                                      | VI.a   |
| Angiospermes  | Liliaceae        | Colchicum fominii                                |                                                      | VI.a   |
| Angiospermes  | Liliaceae        | Colchicum micranthum                             |                                                      | VI.a   |
| Angiospermes  | Liliaceae        | Fritillaria conica                               |                                                      | VI.a   |
| Angiospermes  | Liliaceae        | Fritillaria drenovskii                           |                                                      | VI.a   |
| Angiospermes  | Liliaceae        | Fritillaria epirotica                            |                                                      | VI.a   |
| Angiospermes  | Liliaceae        | Fritillaria euboeica                             |                                                      | VI.a   |
| Angiospermes  | Liliaceae        | Fritillaria graeca                               |                                                      | VI.a   |
| Angiospermes  | Liliaceae        | Fritillaria gussichiae                           |                                                      | VI.a   |
| Angiospermes  | Liliaceae        | Fritillaria montana                              |                                                      | VI.a   |
| Angiospermes  | Liliaceae        | Fritillaria obliqua                              |                                                      | VI.a   |
| Angiospermes  | Liliaceae        | Fritillaria rhodocanakis                         |                                                      | VI.a   |
| Angiospermes  | Liliaceae        | Fritillaria tuntasia                             |                                                      | VI.a   |
| Angiospermes  | Liliaceae        | Hyacinthoides vicentina                          |                                                      | VI.a   |
| Angiospermes  | Liliaceae        | Lilium jankae                                    |                                                      | VI.a   |
| Angiospermes  | Liliaceae        | Lilium rhodopeum                                 |                                                      | VI.a   |
| Angiospermes  | Liliaceae        | Muscari gussonei                                 |                                                      | VI.a   |
| Angiospermes  | Liliaceae        | Ornithogalum reverchonii                         |                                                      | VI.a   |
| Angiospermes  | Liliaceae        | Scilla beirana                                   |                                                      | VI.a   |
| Angiospermes  | Liliaceae        | Scilla morrisii                                  |                                                      | VI.a   |
| Angiospermes  | Liliaceae        | Scilla odorata                                   |                                                      | VI.a   |
| Angiospermes  | Liliaceae        | Tulipa cypria                                    |                                                      | VI.a   |
| Angiospermes  | Liliaceae        | Tulipa goulimya                                  |                                                      | VI.a   |
| Angiospermes  | Liliaceae        | Tulipa hungarica                                 |                                                      | VI.a   |
| Angiospermes  | Liliaceae        | Tulipa praecox                                   |                                                      | VI.a   |
| Angiospermes  | Liliaceae        | Tulipa sprengeri                                 |                                                      | VI.a   |
| Angiospermes  | Linaceae         | Linum muelleri                                   |                                                      | VI.a   |
| Angiospermes  | Linaceae         | Linum dolomiticum                                |                                                      | VI.a   |
| Angiospermes  | Lythraceae       | Lythrum flexuosum                                |                                                      | VI.a   |
| Angiospermes  | Lythraceae       | Lythrum thesioides                               |                                                      | VI.a   |
| Angiospermes  | Malvaceae        | Kosteletzkya pentacarpos                         |                                                      | VI.a   |
| Angiospermes  | Najadaceae       | Caulinia tenuissima                              |                                                      | VI.a   |
| Angiospermes  | Najadaceae       | Najas flexilis                                   |                                                      | VI.a   |
| Angiospermes  | Najadaceae       | Najas tenuissima                                 |                                                      | VI.a   |
| Angiospermes  | Oleaceae         | Syringa josikaea                                 |                                                      | VI.a   |
| Angiospermes  | Orchidaceae      | Calypso bulbosa                                  |                                                      | VI.a   |
| Angiospermes  | Orchidaceae      | Cephalanthera cucullata                          |                                                      | VI.a   |
| Angiospermes  | Orchidaceae      | Comperia comperiana                              |                                                      | VI.a   |
| Angiospermes  | Orchidaceae      | Cypripedium calceolus                            | Sabot de Vénus                                       | VI.a   |
| Angiospermes  | Orchidaceae      | Dactylorhiza chuhensis                           |                                                      | VI.a   |
| Angiospermes  | Orchidaceae      | Gymnigritella runei                              |                                                      | VI.a   |
| Angiospermes  | Orchidaceae      | Himantoglossum caprinum                          |                                                      | VI.a   |
| Angiospermes  | Orchidaceae      | Liparis loeselii                                 | Liparis de Loesel                                    | VI.a   |
| Angiospermes  | Orchidaceae      | Ophrys argolica                                  |                                                      | VI.a   |
| Angiospermes  | Orchidaceae      | Ophrys isaura                                    |                                                      | VI.a   |
| Angiospermes  | Orchidaceae      | Ophrys kotschyi                                  |                                                      | VI.a   |
| Angiospermes  | Orchidaceae      | Ophrys lunulata                                  |                                                      | VI.a   |
| Angiospermes  | Orchidaceae      | Ophrys lycia                                     |                                                      | VI.a   |
| Angiospermes  | Orchidaceae      | Ophrys oestrifera                                |                                                      | VI.a   |
| Angiospermes  | Orchidaceae      | Ophrys taurica                                   |                                                      | VI.a   |
| Angiospermes  | Orchidaceae      | Orchis provincialis                              |                                                      | VI.a   |
| Angiospermes  | Orchidaceae      | Orchis punctulata                                |                                                      | VI.a   |
| Angiospermes  | Orchidaceae      | Orchis scopulorum                                |                                                      | VI.a   |
| Angiospermes  | Orchidaceae      | Platanthera obtusata (subsp. oligantha)          |                                                      | VI.a   |
| Angiospermes  | Orchidaceae      | Spiranthes aestivalis                            |                                                      | VI.a   |
| Angiospermes  | Orchidaceae      | Steveniella satyrioides                          |                                                      | VI.a   |
| Angiospermes  | Paeoniaceae      | Paeonia cambessedesii                            |                                                      | VI.a   |
| Angiospermes  | Paeoniaceae      | Paeonia clusii (subsp. rhodia)                   |                                                      | VI.a   |
| Angiospermes  | Paeoniaceae      | Paeonia officinalis (subsp. banatica)            |                                                      | VI.a   |
| Angiospermes  | Paeoniaceae      | Paeonia parnassica                               |                                                      | VI.a   |
| Angiospermes  | Paeoniaceae      | Paeonia tenuifolia                               |                                                      | VI.a   |
| Angiospermes  | Palmae           | Phoenix theophrasti                              |                                                      | VI.a   |
| Angiospermes  | Papaveraceae     | Corydalis gotlandica                             |                                                      | VI.a   |
| Angiospermes  | Papaveraceae     | Papaver iradicatum (subsp. hyperboreum)          |                                                      | VI.a   |
| Angiospermes  | Papaveraceae     | Papaver laestadianum                             |                                                      | VI.a   |
| Angiospermes  | Papaveraceae     | Papaver lapponicum                               |                                                      | VI.a   |
| Angiospermes  | Papaveraceae     | Rupicapnos africana                              |                                                      | VI.a   |
| Angiospermes  | Plantaginaceae   | Plantago algarbiensis                            |                                                      | VI.a   |
| Angiospermes  | Plantaginaceae   | Plantago almogravensis                           |                                                      | VI.a   |
| Angiospermes  | Plumbaginaceae   | Armeria berlengensis                             |                                                      | VI.a   |
| Angiospermes  | Plumbaginaceae   | Armeria helodes                                  |                                                      | VI.a   |
| Angiospermes  | Plumbaginaceae   | Armeria neglecta                                 |                                                      | VI.a   |
| Angiospermes  | Plumbaginaceae   | Armeria pseudarmeria                             |                                                      | VI.a   |
| Angiospermes  | Plumbaginaceae   | Armeria rouyana                                  |                                                      | VI.a   |
| Angiospermes  | Plumbaginaceae   | Armeria soleirolii                               |                                                      | VI.a   |
| Angiospermes  | Plumbaginaceae   | Armeria velutina                                 |                                                      | VI.a   |
| Angiospermes  | Plumbaginaceae   | Limonium anatolicum                              |                                                      | VI.a   |
| Angiospermes  | Plumbaginaceae   | Limonium dodartii (subsp. lusitanicum)           |                                                      | VI.a   |
| Angiospermes  | Plumbaginaceae   | Limonium insulare                                |                                                      | VI.a   |
| Angiospermes  | Plumbaginaceae   | Limonium lanceolatum                             |                                                      | VI.a   |
| Angiospermes  | Plumbaginaceae   | Limonium multiflorum                             |                                                      | VI.a   |
| Angiospermes  | Plumbaginaceae   | Limonium pseudolaetum                            |                                                      | VI.a   |
| Angiospermes  | Plumbaginaceae   | Limonium strictissimum                           |                                                      | VI.a   |
| Angiospermes  | Plumbaginaceae   | Limonium tamaricoides                            |                                                      | VI.a   |
| Angiospermes  | Polemoniaceae    | Polemonium boreale                               |                                                      | VI.a   |
| Angiospermes  | Polygonaceae     | Persicaria foliosa                               |                                                      | VI.a   |
| Angiospermes  | Polygonaceae     | Polygonum praelongum                             |                                                      | VI.a   |
| Angiospermes  | Polygonaceae     | Rheum rhaponticum                                |                                                      | VI.a   |
| Angiospermes  | Polygonaceae     | Rumex rupestris                                  |                                                      | VI.a   |
| Angiospermes  | Primulaceae      | Androsace cylindrica                             |                                                      | VI.a   |
| Angiospermes  | Primulaceae      | Androsace mathildae                              |                                                      | VI.a   |
| Angiospermes  | Primulaceae      | Androsace pyrenaica                              |                                                      | VI.a   |
| Angiospermes  | Primulaceae      | Cyclamen coum                                    |                                                      | VI.a   |
| Angiospermes  | Primulaceae      | Cyclamen kuznetzovii                             |                                                      | VI.a   |
| Angiospermes  | Primulaceae      | Cyclamen mirabile                                |                                                      | VI.a   |
| Angiospermes  | Primulaceae      | Lysimachia minoricensis                          |                                                      | VI.a   |
| Angiospermes  | Primulaceae      | Primula apennina                                 |                                                      | VI.a   |
| Angiospermes  | Primulaceae      | Primula deorum                                   |                                                      | VI.a   |
| Angiospermes  | Primulaceae      | Primula egaliksensis                             |                                                      | VI.a   |
| Angiospermes  | Primulaceae      | Primula frondosa                                 |                                                      | VI.a   |
| Angiospermes  | Primulaceae      | Primula glaucescens                              |                                                      | VI.a   |
| Angiospermes  | Primulaceae      | Primula nutans                                   |                                                      | VI.a   |
| Angiospermes  | Primulaceae      | Primula palinuri                                 |                                                      | VI.a   |
| Angiospermes  | Primulaceae      | Primula scandinavica                             |                                                      | VI.a   |
| Angiospermes  | Primulaceae      | Primula spectabilis                              |                                                      | VI.a   |
| Angiospermes  | Primulaceae      | Primula wulfeniana (subsp. baumgarteniana)       |                                                      | VI.a   |
| Angiospermes  | Primulaceae      | Soldanella villosa                               |                                                      | VI.a   |
| Angiospermes  | Ranunculaceae    | Aconitum corsicum                                |                                                      | VI.a   |
| Angiospermes  | Ranunculaceae    | Aconitum flerovii                                |                                                      | VI.a   |
| Angiospermes  | Ranunculaceae    | Aconitum lasiocarpum                             |                                                      | VI.a   |
| Angiospermes  | Ranunculaceae    | Adonis cyllenea                                  |                                                      | VI.a   |
| Angiospermes  | Ranunculaceae    | Adonis distorta                                  |                                                      | VI.a   |
| Angiospermes  | Ranunculaceae    | Anemone uralense                                 |                                                      | VI.a   |
| Angiospermes  | Ranunculaceae    | Aquilegia alpina                                 |                                                      | VI.a   |
| Angiospermes  | Ranunculaceae    | Aquilegia bertolonii                             |                                                      | VI.a   |
| Angiospermes  | Ranunculaceae    | Aquilegia kitaibelii                             |                                                      | VI.a   |
| Angiospermes  | Ranunculaceae    | Aquilegia ottonis (subsp. taygetea)              |                                                      | VI.a   |
| Angiospermes  | Ranunculaceae    | Aquilegia pyrenaica (subsp. cazorlensis)         |                                                      | VI.a   |
| Angiospermes  | Ranunculaceae    | Consolida samia                                  |                                                      | VI.a   |
| Angiospermes  | Ranunculaceae    | Delphinium caseyi                                |                                                      | VI.a   |
| Angiospermes  | Ranunculaceae    | Pulsatilla grandis (subsp. grandis)              |                                                      | VI.a   |
| Angiospermes  | Ranunculaceae    | Pulsatilla patens                                |                                                      | VI.a   |
| Angiospermes  | Ranunculaceae    | Pulsatilla slavica                               |                                                      | VI.a   |
| Angiospermes  | Ranunculaceae    | Pulsatilla vulgaris (subsp. gotlandica)          |                                                      | VI.a   |
| Angiospermes  | Ranunculaceae    | Ranunculus fontanus                              |                                                      | VI.a   |
| Angiospermes  | Ranunculaceae    | Ranunculus kykkoënsis                            |                                                      | VI.a   |
| Angiospermes  | Ranunculaceae    | Ranunculus lapponicus                            |                                                      | VI.a   |
| Angiospermes  | Ranunculaceae    | Ranunculus weyleri                               |                                                      | VI.a   |
| Angiospermes  | Resedaceae       | Reseda decursiva                                 |                                                      | VI.a   |
| Angiospermes  | Rosaceae         | Agrimonia pilosa                                 |                                                      | VI.a   |
| Angiospermes  | Rosaceae         | Crataegus dikmensis                              |                                                      | VI.a   |
| Angiospermes  | Rubiaceae        | Galium cracoviense                               |                                                      | VI.a   |
| Angiospermes  | Rubiaceae        | Galium globuliferum                              |                                                      | VI.a   |
| Angiospermes  | Rubiaceae        | Galium moldavicum                                |                                                      | VI.a   |
| Angiospermes  | Rubiaceae        | Galium rhodopeum                                 |                                                      | VI.a   |
| Angiospermes  | Rosaceae         | Geum bulgaricum                                  |                                                      | VI.a   |
| Angiospermes  | Rosaceae         | Potentilla delphinensis                          |                                                      | VI.a   |
| Angiospermes  | Rosaceae         | Potentilla emilii-popii                          |                                                      | VI.a   |
| Angiospermes  | Rosaceae         | Potentilla silesiaca                             |                                                      | VI.a   |
| Angiospermes  | Rosaceae         | Pyrus anatolica                                  |                                                      | VI.a   |
| Angiospermes  | Rosaceae         | Sorbus teodori                                   |                                                      | VI.a   |
| Angiospermes  | Rubiaceae        | Galium litorale                                  |                                                      | VI.a   |
| Angiospermes  | Rubiaceae        | Galium viridiflorum                              |                                                      | VI.a   |
| Angiospermes  | Salicaceae       | Salix salviifolia (subsp. australis)             |                                                      | VI.a   |
| Angiospermes  | Santalaceae      | Thesium ebracteatum                              |                                                      | VI.a   |
| Angiospermes  | Sapotaceae       | Sideroxylon marmulano                            |                                                      | VI.a   |
| Angiospermes  | Saxifragaceae    | Saxifraga berica                                 |                                                      | VI.a   |
| Angiospermes  | Saxifragaceae    | Saxifraga cintrana                               |                                                      | VI.a   |
| Angiospermes  | Saxifragaceae    | Saxifraga florulenta                             |                                                      | VI.a   |
| Angiospermes  | Saxifragaceae    | Saxifraga hirculus                               |                                                      | VI.a   |
| Angiospermes  | Saxifragaceae    | Saxifraga osloënsis                              |                                                      | VI.a   |
| Angiospermes  | Saxifragaceae    | Saxifraga portosanctana                          |                                                      | VI.a   |
| Angiospermes  | Saxifragaceae    | Saxifraga presolanensis                          |                                                      | VI.a   |
| Angiospermes  | Saxifragaceae    | Saxifraga tombeanensis                           |                                                      | VI.a   |
| Angiospermes  | Saxifragaceae    | Saxifraga valdensis                              |                                                      | VI.a   |
| Angiospermes  | Saxifragaceae    | Saxifraga vayredana                              |                                                      | VI.a   |
| Angiospermes  | Scrophulariaceae | Antirrhinum charidemi                            |                                                      | VI.a   |
| Angiospermes  | Scrophulariaceae | Antirrhinum lopesianum                           |                                                      | VI.a   |
| Angiospermes  | Scrophulariaceae | Chaenorhinum serpyllifolium (subsp. lusitanicum) |                                                      | VI.a   |
| Angiospermes  | Scrophulariaceae | Euphrasia genargentea                            |                                                      | VI.a   |
| Angiospermes  | Scrophulariaceae | Euphrasia marchesettii                           |                                                      | VI.a   |
| Angiospermes  | Scrophulariaceae | Linaria algarviana                               |                                                      | VI.a   |
| Angiospermes  | Scrophulariaceae | Linaria coutinhoi                                |                                                      | VI.a   |
| Angiospermes  | Scrophulariaceae | Linaria ficalhoana                               |                                                      | VI.a   |
| Angiospermes  | Scrophulariaceae | Linaria flava                                    |                                                      | VI.a   |
| Angiospermes  | Scrophulariaceae | Linaria hellenica                                |                                                      | VI.a   |
| Angiospermes  | Scrophulariaceae | Linaria loeselii                                 |                                                      | VI.a   |
| Angiospermes  | Scrophulariaceae | Linaria ricardoi                                 |                                                      | VI.a   |
| Angiospermes  | Scrophulariaceae | Linaria tonzigii                                 |                                                      | VI.a   |
| Angiospermes  | Scrophulariaceae | Linaria tursica                                  |                                                      | VI.a   |
| Angiospermes  | Scrophulariaceae | Lindernia procumbens                             |                                                      | VI.a   |
| Angiospermes  | Scrophulariaceae | Odontites granatensis                            |                                                      | VI.a   |
| Angiospermes  | Scrophulariaceae | Pedicularis sudetica                             |                                                      | VI.a   |
| Angiospermes  | Scrophulariaceae | Verbascum afyonense                              |                                                      | VI.a   |
| Angiospermes  | Scrophulariaceae | Verbascum basivelatum                            |                                                      | VI.a   |
| Angiospermes  | Scrophulariaceae | Verbascum cylleneum                              |                                                      | VI.a   |
| Angiospermes  | Scrophulariaceae | Verbascum degenii                                |                                                      | VI.a   |
| Angiospermes  | Scrophulariaceae | Verbascum litigiosum                             |                                                      | VI.a   |
| Angiospermes  | Scrophulariaceae | Verbascum purpureum                              |                                                      | VI.a   |
| Angiospermes  | Scrophulariaceae | Verbascum stepporum                              |                                                      | VI.a   |
| Angiospermes  | Scrophulariaceae | Veronica euxina                                  |                                                      | VI.a   |
| Angiospermes  | Scrophulariaceae | Veronica micrantha                               |                                                      | VI.a   |
| Angiospermes  | Scrophulariaceae | Veronica oetaea                                  |                                                      | VI.a   |
| Angiospermes  | Scrophulariaceae | Veronica turrilliana                             |                                                      | VI.a   |
| Angiospermes  | Solanaceae       | Atropa baetica                                   |                                                      | VI.a   |
| Angiospermes  | Solanaceae       | Mandragora officinarum                           |                                                      | VI.a   |
| Angiospermes  | Thymelaeaceae    | Daphne arbuscula                                 |                                                      | VI.a   |
| Angiospermes  | Thymelaeaceae    | Daphne petraea                                   |                                                      | VI.a   |
| Angiospermes  | Thymelaeaceae    | Daphne rodriguezii                               |                                                      | VI.a   |
| Angiospermes  | Thymelaeaceae    | Thymelaea broterana                              |                                                      | VI.a   |
| Angiospermes  | Trapaceae        | Trapa natans                                     |                                                      | VI.a   |
| Angiospermes  | Typhaceae        | Typha minima                                     |                                                      | VI.a   |
| Angiospermes  | Typhaceae        | Typha shuttleworthii                             |                                                      | VI.a   |
| Angiospermes  | Ulmaceae         | Zelkova abelicea                                 |                                                      | VI.a   |
| Angiospermes  | Umbelliferae     | Angelica heterocarpa                             |                                                      | VI.a   |
| Angiospermes  | Umbelliferae     | Angelica palustris                               |                                                      | VI.a   |
| Angiospermes  | Umbelliferae     | Apium bermejoi                                   |                                                      | VI.a   |
| Angiospermes  | Umbelliferae     | Apium repens                                     | Ache rampante                                        | VI.a   |
| Angiospermes  | Umbelliferae     | Athamanta cortiana                               |                                                      | VI.a   |
| Angiospermes  | Umbelliferae     | Bunium brevifolium                               |                                                      | VI.a   |
| Angiospermes  | Umbelliferae     | Bupleurum capillare                              |                                                      | VI.a   |
| Angiospermes  | Umbelliferae     | Bupleurum dianthifolium                          |                                                      | VI.a   |
| Angiospermes  | Umbelliferae     | Bupleurum kakiskalae                             |                                                      | VI.a   |
| Angiospermes  | Umbelliferae     | Eryngium alpinum                                 |                                                      | VI.a   |
| Angiospermes  | Umbelliferae     | Eryngium viviparum                               |                                                      | VI.a   |
| Angiospermes  | Umbelliferae     | Ferula halophila                                 |                                                      | VI.a   |
| Angiospermes  | Umbelliferae     | Ferula orientalis                                |                                                      | VI.a   |
| Angiospermes  | Umbelliferae     | Ferula sadleriana                                |                                                      | VI.a   |
| Angiospermes  | Umbelliferae     | Laserpitium longiradium                          |                                                      | VI.a   |
| Angiospermes  | Umbelliferae     | Naufraga balearica                               |                                                      | VI.a   |
| Angiospermes  | Umbelliferae     | Oenanthe conioides                               |                                                      | VI.a   |
| Angiospermes  | Umbelliferae     | Petagnia saniculifolia                           |                                                      | VI.a   |
| Angiospermes  | Umbelliferae     | Rouya polygama                                   |                                                      | VI.a   |
| Angiospermes  | Umbelliferae     | Seseli intricatum                                |                                                      | VI.a   |
| Angiospermes  | Umbelliferae     | Thorella verticillatinundata                     |                                                      | VI.a   |
| Angiospermes  | Valerianaceae    | Centranthus kellererii                           |                                                      | VI.a   |
| Angiospermes  | Valerianaceae    | Centranthus trinervis                            |                                                      | VI.a   |
| Angiospermes  | Violaceae        | Viola athois                                     |                                                      | VI.a   |
| Angiospermes  | Violaceae        | Viola cazorlensis                                |                                                      | VI.a   |
| Angiospermes  | Violaceae        | Viola cryana                                     |                                                      | VI.a   |
| Angiospermes  | Violaceae        | Viola delphinantha                               |                                                      | VI.a   |
| Angiospermes  | Violaceae        | Viola hispida                                    |                                                      | VI.a   |
| Angiospermes  | Violaceae        | Viola jaubertiana                                |                                                      | VI.a   |
| Angiospermes  | Violaceae        | Viola rupestris (subsp. relicta)                 |                                                      | VI.a   |
| Gymnosperme   | Pinaceae         | Abies nebrodensis                                |                                                      | VI.a   |
| Ptéridophyte  | Cryptogrammaceae | Cryptogramma crispa                              | Cryptogramme crispé                                  | VI.b   |
| Ptéridophyte  | Aspleniaceae     | Asplenium fontanum                               | Doradille de Haller                                  | VI.b   |
| Ptéridophyte  | Aspleniaceae     | Asplenium viride                                 | Doradille verte                                      | VI.b   |
| Ptéridophyte  | Ophioglossaceae  | Botrychium lunaria                               | Botryche lunaire                                     | VI.b   |
| Ptéridophyte  | Dryopteridaceae  | Dryopteris cristata                              | Dryoptéris à crêtes                                  | VI.b   |
| Ptéridophyte  | Dryopteridaceae  | Polystichum lonchitis                            | Polystic lonchite                                    | VI.b   |
| Ptéridophyte  | Equisetaceae     | Equisetum variegatum                             | Prêle panachée                                       | VI.b   |
| Ptéridophyte  | Lycopodiaceae    | Diphasiastrum alpinum                            | Lycopode des Alpes                                   | VI.b   |
| Ptéridophyte  | Lycopodiaceae    | Diphasiastrum issleri                            | Lycopode d'Issler                                    | VI.b   |
| Ptéridophyte  | Lycopodiaceae    | Diphasiastrum tristachyum                        | Lycopode de petit-cypres                             | VI.b   |
| Ptéridophyte  | Lycopodiaceae    | Diphasiastrum zeilleri                           | Lycopode de Zeiller                                  | VI.b   |
| Ptéridophyte  | Lycopodiaceae    | Huperzia selago                                  | Lycopode sélagine                                    | VI.b   |
| Ptéridophyte  | Lycopodiaceae    | Lycopodiella inundata                            | Lycopode inondé                                      | VI.b   |
| Ptéridophyte  | Lycopodiaceae    | Lycopodium annotinum                             | Lycopode à feuilles de genévrier                     | VI.b   |
| Ptéridophyte  | Marsileaceae     | Pilularia globulifera                            | Pilulaire                                            | VI.b   |
| Ptéridophyte  | Ophioglossaceae  | Ophioglossum vulgatum                            | Ophioglosse vulgaire                                 | VI.b   |
| Ptéridophyte  | Osmundaceae      | Osmunda regalis                                  | Osmonde royale                                       | VI.b   |
| Ptéridophyte  | Thelypteridaceae | Thelypteris palustris                            | Fougère des marais                                   | VI.b   |
| Ptéridophyte  | Woodsiaceae      | Matteuccia struthiopteris                        | Matteuccia                                           | VI.b   |
| Spermatophyte | Alismataceae     | Alisma gramineum                                 | Plantain d'eau à feuilles de graminée                | VI.b   |
| Spermatophyte | Alismataceae     | Alisma lanceolatum                               | Plantain d'eau à feuilles lancéolées                 | VI.b   |
| Spermatophyte | Alismataceae     | Baldellia ranunculoides (subsp. repens)          | Flûteau rampant                                      | VI.b   |
| Spermatophyte | Alliaceae        | Allium sphaerocephalon                           | Ail à tête ronde                                     | VI.b   |
| Spermatophyte | Amaryllidaceae   | Leucojum aestivum                                | Nivéole d'été                                        | VI.b   |
| Spermatophyte | Amaryllidaceae   | Leucojum vernum                                  | Nivéole printanière                                  | VI.b   |
| Spermatophyte | Apiaceae         | Apium inundatum                                  | Ache inondée                                         | VI.b   |
| Spermatophyte | Apiaceae         | Bunium bulbocastanum                             | Noix de terre                                        | VI.b   |
| Spermatophyte | Apiaceae         | Carum carvi                                      | Carvi, cumin des prés                                | VI.b   |
| Spermatophyte | Apiaceae         | Carum verticillatum                              | Carvi verticillé                                     | VI.b   |
| Spermatophyte | Apiaceae         | Eryngium campestre                               | Chardon roulant                                      | VI.b   |
| Spermatophyte | Apiaceae         | Oenanthe fistulosa                               | Oenanthe fistuleuse                                  | VI.b   |
| Spermatophyte | Apiaceae         | Oenanthe peucedanifolia                          | Œnanthe à feuilles de peucédan                       | VI.b   |
| Spermatophyte | Apiaceae         | Peucedanum carvifolia                            | Peucédan à feuilles de carvi                         | VI.b   |
| Spermatophyte | Apiaceae         | Sium latifolium                                  | Grande berle                                         | VI.b   |
| Spermatophyte | Apiaceae         | Torilis arvensis                                 | Torilis des moissons                                 | VI.b   |
| Spermatophyte | Araceae          | Calla palustris                                  | Calla des marais                                     | VI.b   |
| Spermatophyte | Aristolochiaceae | Aristolochia clematitis                          | Aristoloche                                          | VI.b   |
| Spermatophyte | Asteraceae       | Antennaria dioica                                | Pied-de-chat                                         | VI.b   |
| Spermatophyte | Asteraceae       | Arnica montana                                   | Arnica                                               | VI.b   |
| Spermatophyte | Asteraceae       | Artemisia alba                                   | Armoise blanche                                      | VI.b   |
| Spermatophyte | Asteraceae       | Artemisia campestris                             | Armoise champêtre                                    | VI.b   |
| Spermatophyte | Asteraceae       | Aster linosyris                                  | Aster linosyris                                      | VI.b   |
| Spermatophyte | Asteraceae       | Buphthalmum salicifolium                         | Buphtalme, œil-de-boeuf                              | VI.b   |
| Spermatophyte | Asteraceae       | Doronicum pardalianches                          | Doronic à feuilles cordées                           | VI.b   |
| Spermatophyte | Asteraceae       | Helichrysum arenarium                            | Immortelle des sables                                | VI.b   |
| Spermatophyte | Asteraceae       | Hieracium peleterianum                           | Epervière de Lepeletier                              | VI.b   |
| Spermatophyte | Asteraceae       | Hypochoeris maculata                             | Porcelle tachetée                                    | VI.b   |
| Spermatophyte | Asteraceae       | Inula salicina                                   | Inule à feuilles de saule                            | VI.b   |
| Spermatophyte | Asteraceae       | Lactuca perennis                                 | Laitue vivace                                        | VI.b   |
| Spermatophyte | Asteraceae       | Scorzonera humilis                               | Scorsonère des prés                                  | VI.b   |
| Spermatophyte | Asteraceae       | Senecio aquaticus                                | Séneçon aquatique                                    | VI.b   |
| Spermatophyte | Asteraceae       | Senecio congestus                                | Cinéraire des marais                                 | VI.b   |
| Spermatophyte | Asteraceae       | Senecio helenitis                                | Séneçon à feuilles spatulées                         | VI.b   |
| Spermatophyte | Asteraceae       | Senecio paludosus                                | Séneçon des marais                                   | VI.b   |
| Spermatophyte | Asteraceae       | Senecio sarracenicus                             | Séneçon des saussaies                                | VI.b   |
| Spermatophyte | Asteraceae       | Serratula tinctoria                              | Serratule des teinturiers                            | VI.b   |
| Spermatophyte | Asteraceae       | Sonchus palustris                                | Laiteron des marais                                  | VI.b   |
| Spermatophyte | Boraginaceae     | Cynoglossum germanicum                           | Cynoglosse d'Allemagne                               | VI.b   |
| Spermatophyte | Boraginaceae     | Myosotis stricta                                 | Myosotis raide                                       | VI.b   |
| Spermatophyte | Boraginaceae     | Pulmonaria obscura                               | Pulmonaire sombre, pulmonaire officinale sans taches | VI.b   |
| Spermatophyte | Brassicaceae     | Alyssum alyssoides                               | Alysson                                              | VI.b   |
| Spermatophyte | Brassicaceae     | Arabis turrita                                   | Arabette Tourette                                    | VI.b   |
| Spermatophyte | Brassicaceae     | Cardamine bulbifera                              | Dentaire à bulbilles                                 | VI.b   |
| Spermatophyte | Brassicaceae     | Cochlearia pyrenaica                             | Cochléaire des Pyrénées                              | VI.b   |
| Spermatophyte | Brassicaceae     | Draba aizoides                                   | Drave faux-aizoon                                    | VI.b   |
| Spermatophyte | Brassicaceae     | Iberis amara                                     | Ibéris amer                                          | VI.b   |
| Spermatophyte | Brassicaceae     | Sisymbrium austriacum (subsp. austriacum)        | Sisymbre d'Autriche                                  | VI.b   |
| Spermatophyte | Brassicaceae     | Teesdalia nudicaulis                             | Téesdalie                                            | VI.b   |
| Spermatophyte | Brassicaceae     | Thlaspi caerulescens (subsp. caerulescens)       | Tabouret sylvestre                                   | VI.b   |
| Spermatophyte | Brassicaceae     | Thlaspi montanum                                 | Tabouret des montagnes                               | VI.b   |
| Spermatophyte | Butomaceae       | Butomus umbellatus                               | Jonc fleuri                                          | VI.b   |
| Spermatophyte | Callitrichaceae  | Callitriche palustris                            | Callitriche des marais                               | VI.b   |
| Spermatophyte | Campanulaceae    | Campanula cervicaria                             | Cervicaire                                           | VI.b   |
| Spermatophyte | Campanulaceae    | Campanula glomerata                              | Campanule agglomérée                                 | VI.b   |
| Spermatophyte | Campanulaceae    | Campanula patula                                 | Campanule étalée                                     | VI.b   |
| Spermatophyte | Caryophyllaceae  | Dianthus deltoides                               | Oeillet couché                                       | VI.b   |
| Spermatophyte | Caryophyllaceae  | Dianthus gratianopolitanus                       | Œillet mignardise                                    | VI.b   |
| Spermatophyte | Caryophyllaceae  | Gypsophila muralis                               | Gypsophile des moissons                              | VI.b   |
| Spermatophyte | Caryophyllaceae  | Illecebrum verticillatum                         | Illécèbre verticillé                                 | VI.b   |
| Spermatophyte | Caryophyllaceae  | Lychnis viscaria                                 | Lychnis visqueux                                     | VI.b   |
| Spermatophyte | Caryophyllaceae  | Minuartia verna var. hercynica                   | Alsine calaminaire                                   | VI.b   |
| Spermatophyte | Caryophyllaceae  | Moenchia erecta                                  | Moenchie                                             | VI.b   |
| Spermatophyte | Caryophyllaceae  | Sagina nodosa                                    | Sagine noueuse                                       | VI.b   |
| Spermatophyte | Caryophyllaceae  | Scleranthus perennis                             | Scléranthe vivace                                    | VI.b   |
| Spermatophyte | Caryophyllaceae  | Silene armeria                                   | Silène à bouquets                                    | VI.b   |
| Spermatophyte | Caryophyllaceae  | Stellaria palustris                              | Stellaire glauque                                    | VI.b   |
| Spermatophyte | Cistaceae        | Fumana procumbens                                | Fumana vulgaire                                      | VI.b   |
| Spermatophyte | Cistaceae        | Helianthemum apenninum                           | Hélianthème des Apennins, hélianthème blanc          | VI.b   |
| Spermatophyte | Crassulaceae     | Crassula tillaea                                 | Mousse fleurie                                       | VI.b   |
| Spermatophyte | Crassulaceae     | Sedum rubens                                     | Orpin rougeâtre                                      | VI.b   |
| Spermatophyte | Crassulaceae     | Sedum sexangulare                                | Orpin de Bologne                                     | VI.b   |
| Spermatophyte | Crassulaceae     | Sempervivum funckii var. aqualiense              | Joubarbe d'Aywaille                                  | VI.b   |
| Spermatophyte | Cupressaceae     | Juniperus communis                               | Genévrier commun                                     | VI.b   |
| Spermatophyte | Cuscutaceae      | Cuscuta epithymum                                | Petite cuscute                                       | VI.b   |
| Spermatophyte | Cyperaceae       | Blysmus compressus                               | Scirpe comprimé                                      | VI.b   |
| Spermatophyte | Cyperaceae       | Carex appropinquata                              | Laîche paradoxale                                    | VI.b   |
| Spermatophyte | Cyperaceae       | Carex arenaria                                   | Laîche des sables                                    | VI.b   |
| Spermatophyte | Cyperaceae       | Carex binervis                                   | Laîche à deux nervures                               | VI.b   |
| Spermatophyte | Cyperaceae       | Carex brizoides                                  | Laîche brize                                         | VI.b   |
| Spermatophyte | Cyperaceae       | Carex davalliana                                 | Laîche de Davall                                     | VI.b   |
| Spermatophyte | Cyperaceae       | Carex diandra                                    | Laîche arrondie                                      | VI.b   |
| Spermatophyte | Cyperaceae       | Carex dioica                                     | Laîche dioïque                                       | VI.b   |
| Spermatophyte | Cyperaceae       | Carex distans                                    | Laîche à épis distants                               | VI.b   |
| Spermatophyte | Cyperaceae       | Carex elata                                      | Laîche raide                                         | VI.b   |
| Spermatophyte | Cyperaceae       | Carex flava                                      | Laîche jaunâtre                                      | VI.b   |
| Spermatophyte | Cyperaceae       | Carex hostiana                                   | Laîche blonde                                        | VI.b   |
| Spermatophyte | Cyperaceae       | Carex lasiocarpa                                 | Laîche filiforme                                     | VI.b   |
| Spermatophyte | Cyperaceae       | Carex lepidocarpa                                | Laîche écailleuse                                    | VI.b   |
| Spermatophyte | Cyperaceae       | Carex limosa                                     | Laîche des bourbiers                                 | VI.b   |
| Spermatophyte | Cyperaceae       | Carex montana                                    | Laîche des montagnes                                 | VI.b   |
| Spermatophyte | Cyperaceae       | Carex ornithopoda                                | Laîche pied-d'oiseau                                 | VI.b   |
| Spermatophyte | Cyperaceae       | Carex pauciflora                                 | Laîche pauciflore                                    | VI.b   |
| Spermatophyte | Cyperaceae       | Carex pulicaris                                  | Laîche puce                                          | VI.b   |
| Spermatophyte | Cyperaceae       | Carex tomentosa                                  | Laîche tomenteuse                                    | VI.b   |
| Spermatophyte | Cyperaceae       | Carex umbrosa                                    | Laîche à racines nombreuses                          | VI.b   |
| Spermatophyte | Cyperaceae       | Carex viridula                                   | Laîche tardive                                       | VI.b   |
| Spermatophyte | Cyperaceae       | Cyperus fuscus                                   | Souchet brun                                         | VI.b   |
| Spermatophyte | Cyperaceae       | Eleocharis acicularis                            | Scirpe épingle                                       | VI.b   |
| Spermatophyte | Cyperaceae       | Eleocharis ovata                                 | Scirpe à inflorscence ovoïde                         | VI.b   |
| Spermatophyte | Cyperaceae       | Eleocharis uniglumis                             | Scirpe à une écaille                                 | VI.b   |
| Spermatophyte | Cyperaceae       | Eriophorum gracile                               | Linaigrette grêle                                    | VI.b   |
| Spermatophyte | Cyperaceae       | Eriophorum latifolium                            | Linaigrette à feuilles larges                        | VI.b   |
| Spermatophyte | Cyperaceae       | Eriophorum vaginatum                             | Linaigrette vaginée                                  | VI.b   |
| Spermatophyte | Cyperaceae       | Rhynchospora alba                                | Rhynchospore blanc                                   | VI.b   |
| Spermatophyte | Cyperaceae       | Rhynchospora fusca                               | Rhynchospore brun                                    | VI.b   |
| Spermatophyte | Cyperaceae       | Scirpus tabernaemontani                          | Jonc des chaisiers glauque                           | VI.b   |
| Spermatophyte | Dioscoreaceae    | Tamus communis                                   | TamierHerbe aux femmes battues                       | VI.b   |
| Spermatophyte | Dipsacaceae      | Knautia dipsacifolia                             | Knautie des bois                                     | VI.b   |
| Spermatophyte | Droseraceae      | Drosera intermedia                               | Rossolis intermédiaire                               | VI.b   |
| Spermatophyte | Droseraceae      | Drosera rotundifolia                             | Rossolis à feuilles rondes                           | VI.b   |
| Spermatophyte | Elatinaceae      | Elatine hexandra                                 | Elatine à six étamines                               | VI.b   |
| Spermatophyte | Empetraceae      | Empetrum nigrum                                  | Camarine noire                                       | VI.b   |
| Spermatophyte | Ericaceae        | Andromeda polifolia                              | Andromède                                            | VI.b   |
| Spermatophyte | Ericaceae        | Erica tetralix                                   | Bruyère quaternée                                    | VI.b   |
| Spermatophyte | Euphorbiaceae    | Euphorbia brittingeri                            | Euphorbe verruqueuse                                 | VI.b   |
| Spermatophyte | Euphorbiaceae    | Euphorbia dulcis (subsp. purpurata)              | Euphorbe douce                                       | VI.b   |
| Spermatophyte | Fabaceae         | Lathyrus nissolia                                | Gesse de Nissole                                     | VI.b   |
| Spermatophyte | Fabaceae         | Medicago minima                                  | Luzerne naine                                        | VI.b   |
| Spermatophyte | Fabaceae         | Trifolium montanum                               | Trèfle des montagnes                                 | VI.b   |
| Spermatophyte | Fabaceae         | Trifolium ochroleucon                            | Trèfle jaunâtre                                      | VI.b   |
| Spermatophyte | Fabaceae         | Trifolium scabrum                                | Trèfle scabre                                        | VI.b   |
| Spermatophyte | Fabaceae         | Trifolium striatum                               | Trèfle strié                                         | VI.b   |
| Spermatophyte | Fabaceae         | Vicia orobus                                     | Orobe des landes                                     | VI.b   |
| Spermatophyte | Fabaceae         | Vicia tenuifolia                                 | Vesce à folioles ténues                              | VI.b   |
| Spermatophyte | Fagaceae         | Quercus pubescens et hybrides                    | Chêne pubescent                                      | VI.b   |
| Spermatophyte | Gentianaceae     | Blackstonia perfoliata                           | Chlore perfolié                                      | VI.b   |
| Spermatophyte | Gentianaceae     | Cicendia filiformis                              | Cicendie filiforme                                   | VI.b   |
| Spermatophyte | Gentianaceae     | Gentiana cruciata                                | Gentiane croisette                                   | VI.b   |
| Spermatophyte | Gentianaceae     | Gentiana pneumonanthe                            | Gentiane pneumonanthe                                | VI.b   |
| Spermatophyte | Gentianaceae     | Gentianella campestris                           | Gentiane champêtre                                   | VI.b   |
| Spermatophyte | Gentianaceae     | Gentianella ciliata                              | Gentiane ciliée                                      | VI.b   |
| Spermatophyte | Geraniaceae      | Geranium sanguineum                              | Géranium sanguin                                     | VI.b   |
| Spermatophyte | Globulariaceae   | Globularia bisnagarica                           | Globulaire                                           | VI.b   |
| Spermatophyte | Haloragaceae     | Myriophyllum alterniflorum                       | Myriophylle à fleurs alternes                        | VI.b   |
| Spermatophyte | Hydrocharitaceae | Hydrocharis morsus-ranae                         | Petit nénuphar                                       | VI.b   |
| Spermatophyte | Hypericaceae     | Hypericum androsaemum                            | Androsème toute-saine                                | VI.b   |
| Spermatophyte | Hypericaceae     | Hypericum elodes                                 | Millepertuis des marais                              | VI.b   |
| Spermatophyte | Hypericaceae     | Hypericum linariifolium                          | Millepertuis à feuilles linéaires                    | VI.b   |
| Spermatophyte | Hypericaceae     | Hypericum montanum                               | Millepertuis des montagnes                           | VI.b   |
| Spermatophyte | Juncaceae        | Juncus filiformis                                | Jonc filiforme                                       | VI.b   |
| Spermatophyte | Juncaceae        | Juncus subnodulosus                              | Jonc à tépales obtus                                 | VI.b   |
| Spermatophyte | Juncaceae        | Juncus tenageia                                  | Jonc des marécages                                   | VI.b   |
| Spermatophyte | Juncaceae        | Luzula forsteri                                  | Luzule de Forster                                    | VI.b   |
| Spermatophyte | Juncaginaceae    | Triglochin palustre                              | Troscart des marais                                  | VI.b   |
| Spermatophyte | Lamiaceae        | Ajuga chamaepitys                                | Bugle petit-pin                                      | VI.b   |
| Spermatophyte | Lamiaceae        | Ajuga genevensis                                 | Bugle de Genève                                      | VI.b   |
| Spermatophyte | Lamiaceae        | Ajuga pyramidalis                                | Bugle en pyramide                                    | VI.b   |
| Spermatophyte | Lamiaceae        | Calamintha ascendens                             | Calament ascendant                                   | VI.b   |
| Spermatophyte | Lamiaceae        | Leonurus cardiaca                                | Agripaume                                            | VI.b   |
| Spermatophyte | Lamiaceae        | Salvia pratensis                                 | Sauge des prés                                       | VI.b   |
| Spermatophyte | Lamiaceae        | Stachys germanica                                | Épiaire d'Allemagne                                  | VI.b   |
| Spermatophyte | Lamiaceae        | Stachys recta                                    | Epiaire dressée                                      | VI.b   |
| Spermatophyte | Lamiaceae        | Teucrium montanum                                | Germandrée des montagnes                             | VI.b   |
| Spermatophyte | Lamiaceae        | Thymus praecox (subsp. praecox)                  | Serpolet couché                                      | VI.b   |
| Spermatophyte | Liliaceae        | Anthericum liliago                               | Phalangère à fleurs de Lis                           | VI.b   |
| Spermatophyte | Liliaceae        | Gagea spathacea                                  | Gagée à spathe                                       | VI.b   |
| Spermatophyte | Liliaceae        | Ornithogalum pyrenaicum                          | Asperge des bois                                     | VI.b   |
| Spermatophyte | Liliaceae        | Scilla bifolia                                   | Scille à deux feuilles                               | VI.b   |
| Spermatophyte | Liliaceae        | Tulipa sylvestris                                | Tulipe sauvage                                       | VI.b   |
| Spermatophyte | Linaceae         | Linum leonii                                     | Lin français                                         | VI.b   |
| Spermatophyte | Linaceae         | Linum tenuifolium                                | Lin à feuilles étroites                              | VI.b   |
| Spermatophyte | Linaceae         | Radiola linoides                                 | Faux lin                                             | VI.b   |
| Spermatophyte | Lythraceae       | Lythrum hyssopifolia                             | Salicaire à feuilles d'hysope                        | VI.b   |
| Spermatophyte | Malvaceae        | Cotoneaster integerrimus                         | Cotonéaster sauvage                                  | VI.b   |
| Spermatophyte | Malvaceae        | Althaea officinalis                              | Guimauve officinale                                  | VI.b   |
| Spermatophyte | Malvaceae        | Malva alcea                                      | Mauve alcée                                          | VI.b   |
| Spermatophyte | Myricaceae       | Myrica gale                                      | Piment royal                                         | VI.b   |
| Spermatophyte | Najadaceae       | Najas marina                                     | Grande naïade                                        | VI.b   |
| Spermatophyte | Orchidaceae      | Aceras anthropophorum                            | Acéras homme pendu                                   | VI.b   |
| Spermatophyte | Orchidaceae      | Anacamptis pyramidalis                           | Orchis pyramidal                                     | VI.b   |
| Spermatophyte | Orchidaceae      | Cephalanthera damasonium                         | Céphalanthère à grandes fleurs                       | VI.b   |
| Spermatophyte | Orchidaceae      | Cephalanthera longifolia                         | Céphalanthère à feuilles en épée                     | VI.b   |
| Spermatophyte | Orchidaceae      | Coeloglossum viride                              | Coeloglosse vert                                     | VI.b   |
| Spermatophyte | Orchidaceae      | Corallorrhiza trifida                            | Corallorhiza                                         | VI.b   |
| Spermatophyte | Orchidaceae      | Dactylorhiza fistulosa                           | Orchis de mai                                        | VI.b   |
| Spermatophyte | Orchidaceae      | Dactylorhiza incarnata                           | Orchis incarnat                                      | VI.b   |
| Spermatophyte | Orchidaceae      | Dactylorhiza maculata                            | Orchis tacheté                                       | VI.b   |
| Spermatophyte | Orchidaceae      | Dactylorhiza praetermissa                        | Orchis négligé                                       | VI.b   |
| Spermatophyte | Orchidaceae      | Dactylorhiza sphagnicola                         | Orchis des sphaignes                                 | VI.b   |
| Spermatophyte | Orchidaceae      | Epipactis atrorubens                             | Epipactis brun rouge                                 | VI.b   |
| Spermatophyte | Orchidaceae      | Epipactis leptochila                             | Épipactis à labelle étroit                           | VI.b   |
| Spermatophyte | Orchidaceae      | Epipactis microphylla                            | Épipactis à petites feuilles                         | VI.b   |
| Spermatophyte | Orchidaceae      | Epipactis muelleri                               | Épipactis de Müller                                  | VI.b   |
| Spermatophyte | Orchidaceae      | Epipactis palustris                              | Epipactis des marais                                 | VI.b   |
| Spermatophyte | Orchidaceae      | Epipactis purpurata                              | Épipactis pourpre                                    | VI.b   |
| Spermatophyte | Orchidaceae      | Goodyera repens                                  | Goodyéra rampant                                     | VI.b   |
| Spermatophyte | Orchidaceae      | Gymnadenia conopsea                              | Gymnadénie moucheron                                 | VI.b   |
| Spermatophyte | Orchidaceae      | Gymnadenia odoratissima                          | Gymnadénie odorante                                  | VI.b   |
| Spermatophyte | Orchidaceae      | Hammarbya paludosa                               | Malixide des marais                                  | VI.b   |
| Spermatophyte | Orchidaceae      | Himantoglossum hircinum                          | Loroglosse                                           | VI.b   |
| Spermatophyte | Orchidaceae      | Limodorum abortivum                              | Limodore                                             | VI.b   |
| Spermatophyte | Orchidaceae      | Neottia nidus-avis                               | Néottie nid d'oiseau                                 | VI.b   |
| Spermatophyte | Orchidaceae      | Ophrys apifera                                   | Ophrys abeille                                       | VI.b   |
| Spermatophyte | Orchidaceae      | Ophrys fuciflora                                 | Ophrys frelon                                        | VI.b   |
| Spermatophyte | Orchidaceae      | Ophrys insectifera                               | Ophrys mouche                                        | VI.b   |
| Spermatophyte | Orchidaceae      | Ophrys sphegodes                                 | Ophrys araignée                                      | VI.b   |
| Spermatophyte | Orchidaceae      | Orchis militaris                                 | Orchis militaire                                     | VI.b   |
| Spermatophyte | Orchidaceae      | Orchis morio                                     | Orchis bouffon                                       | VI.b   |
| Spermatophyte | Orchidaceae      | Orchis purpurea                                  | Orchis pourpre                                       | VI.b   |
| Spermatophyte | Orchidaceae      | Orchis simia                                     | Orchis singe                                         | VI.b   |
| Spermatophyte | Orchidaceae      | Orchis ustulata                                  | Orchis brûlé                                         | VI.b   |
| Spermatophyte | Orchidaceae      | Platanthera bifolia                              | Platanthère à deux feuilles                          | VI.b   |
| Spermatophyte | Orchidaceae      | Platanthera chlorantha                           | Platanthère des montagnes                            | VI.b   |
| Spermatophyte | Orchidaceae      | Spiranthes spiralis                              | Spiranthe d'automne                                  | VI.b   |
| Spermatophyte | Orobanchaceae    | Lathraea clandestina                             | Lathrée clandestine                                  | VI.b   |
| Spermatophyte | Orobanchaceae    | Orobanche alba                                   | Orobanche du thym                                    | VI.b   |
| Spermatophyte | Orobanchaceae    | Orobanche caryophyllacea                         | Orobanche du gaillet                                 | VI.b   |
| Spermatophyte | Orobanchaceae    | Orobanche hederae                                | Orobanche du lierre                                  | VI.b   |
| Spermatophyte | Orobanchaceae    | Orobanche major                                  | Orobanche élevée                                     | VI.b   |
| Spermatophyte | Orobanchaceae    | Orobanche picridis                               | Orobanche du picris                                  | VI.b   |
| Spermatophyte | Orobanchaceae    | Orobanche purpurea                               | Orobanche pourprée                                   | VI.b   |
| Spermatophyte | Orobanchaceae    | Orobanche rapum-genistae                         | Orobanche du genêt                                   | VI.b   |
| Spermatophyte | Plantaginaceae   | Littorella uniflora                              | Littorelle                                           | VI.b   |
| Spermatophyte | Plumbaginaceae   | Armeria maritima (subsp. halleri)                | Gazon d'Olympe                                       | VI.b   |
| Spermatophyte | Poaceae          | Alopecurus rendlei                               | Vulpin utriculé                                      | VI.b   |
| Spermatophyte | Poaceae          | Avenula pratensis                                | Avoine des prés                                      | VI.b   |
| Spermatophyte | Poaceae          | Calamagrostis phragmitoides                      | Calamagrostis pourpre                                | VI.b   |
| Spermatophyte | Poaceae          | Corynephorus canescens                           | Corynéphore                                          | VI.b   |
| Spermatophyte | Poaceae          | Festuca heterophylla                             | Fétuque hétérophylle                                 | VI.b   |
| Spermatophyte | Poaceae          | Festuca ovina (subsp. guestfalicia)              | Fétuque calaminaire                                  | VI.b   |
| Spermatophyte | Poaceae          | Festuca pallens                                  | Fétuque des rochers calcaires                        | VI.b   |
| Spermatophyte | Poaceae          | Hordelymus europaeus                             | Orge des bois                                        | VI.b   |
| Spermatophyte | Poaceae          | Hordeum secalinum                                | Orge faux-seigle                                     | VI.b   |
| Spermatophyte | Poaceae          | Nardurus maritimus                               | Nardure unilatéral                                   | VI.b   |
| Spermatophyte | Poaceae          | Phleum phleoides                                 | Fléole de Boehmer                                    | VI.b   |
| Spermatophyte | Poaceae          | Poa bulbosa                                      | Pâturin bulbeux                                      | VI.b   |
| Spermatophyte | Polygonaceae     | Rumex x heterophyllus                            | Oseille hétérophylle                                 | VI.b   |
| Spermatophyte | Potamogetonaceae | Potamogeton alpinus                              | Potamot des Alpes                                    | VI.b   |
| Spermatophyte | Potamogetonaceae | Potamogeton gramineus                            | Potamot graminée                                     | VI.b   |
| Spermatophyte | Potamogetonaceae | Potamogeton obtusifolius                         | Potamo à feuilles obtuses                            | VI.b   |
| Spermatophyte | Primulaceae      | Centunculus minimus                              | Centenille                                           | VI.b   |
| Spermatophyte | Primulaceae      | Samolus valerandi                                | Samole                                               | VI.b   |
| Spermatophyte | Primulaceae      | Trientalis europaea                              | Trientale                                            | VI.b   |
| Spermatophyte | Ranunculaceae    | Pulsatilla vulgaris                              | Anémone pulsatille                                   | VI.b   |
| Spermatophyte | Ranunculaceae    | Ranunculus hederaceus                            | Renoncule à feuilles de lierre                       | VI.b   |
| Spermatophyte | Ranunculaceae    | Ranunculus platanifolius                         | Renoncule à feuilles de platane                      | VI.b   |
| Spermatophyte | Ranunculaceae    | Ranunculus serpens (subsp. polyanthemoides)      | Renoncule à segments étroits                         | VI.b   |
| Spermatophyte | Rosaceae         | Alchemilla filicaulis (subsp.filicaulis)         | Alchémille à tige filiforme                          | VI.b   |
| Spermatophyte | Rosaceae         | Alchemilla filicaulis (subsp. vestita)           | Alchémille vêtue                                     | VI.b   |
| Spermatophyte | Rosaceae         | Alchemilla glaucescens                           | Alchémille glauque                                   | VI.b   |
| Spermatophyte | Rosaceae         | Alchemilla micans                                | Alchémille grêle                                     | VI.b   |
| Spermatophyte | Rosaceae         | Alchemilla monticola                             | Alchémille des montagnes                             | VI.b   |
| Spermatophyte | Rosaceae         | Filipendula vulgaris                             | Filipendule                                          | VI.b   |
| Spermatophyte | Rosaceae         | Potentilla rupestris                             | Potentille des rochers                               | VI.b   |
| Spermatophyte | Rosaceae         | Rosa micrantha                                   | Rosier à petites fleurs                              | VI.b   |
| Spermatophyte | Rosaceae         | Rosa pimpinellifolia                             | Rosier pimprenelle                                   | VI.b   |
| Spermatophyte | Rosaceae         | Rosa villosa                                     | Rosier pomme                                         | VI.b   |
| Spermatophyte | Rosaceae         | Rubus canescens                                  | Ronce cendrée                                        | VI.b   |
| Spermatophyte | Rosaceae         | Rubus saxatilis                                  | Ronce des rochers                                    | VI.b   |
| Spermatophyte | Rosaceae         | Sanguisorba officinalis                          | Sanguisorbe                                          | VI.b   |
| Spermatophyte | Rubiaceae        | Galium boreale                                   | Gaillet boréal                                       | VI.b   |
| Spermatophyte | Salicaceae       | Salix repens                                     | Saule rampant                                        | VI.b   |
| Spermatophyte | Santalaceae      | Thesium pyrenaicum                               | Thésion des prés                                     | VI.b   |
| Spermatophyte | Saxifragaceae    | Parnassia palustris                              | Parnassie                                            | VI.b   |
| Spermatophyte | Saxifragaceae    | Saxifraga hypnoides                              | Saxifrage faux-hypnum                                | VI.b   |
| Spermatophyte | Saxifragaceae    | Saxifraga rosacea (subsp. sternbergii)           | Saxifrage rhénane                                    | VI.b   |
| Spermatophyte | Scrophulariaceae | Digitalis grandiflora                            | Digitale à grandes fleurs                            | VI.b   |
| Spermatophyte | Scrophulariaceae | Euphrasia micrantha                              | Euphraise grêle                                      | VI.b   |
| Spermatophyte | Scrophulariaceae | Limosella aquatica                               | Limoselle                                            | VI.b   |
| Spermatophyte | Scrophulariaceae | Pedicularis palustris                            | Pédiculaire des marais                               | VI.b   |
| Spermatophyte | Scrophulariaceae | Rhinanthus alectorolophus                        | Rhinanthe velu                                       | VI.b   |
| Spermatophyte | Scrophulariaceae | Rhinanthus angustifolius (subsp. angustifolius)  | Rhinanthe à grandes fleurs                           | VI.b   |
| Spermatophyte | Scrophulariaceae | Verbascum pulverulentum                          | Molène floconneuse                                   | VI.b   |
| Spermatophyte | Scrophulariaceae | Veronica acinifolia                              | Véronique à feuilles d'acinos                        | VI.b   |
| Spermatophyte | Scrophulariaceae | Veronica praecox                                 | Véronique précoce                                    | VI.b   |
| Spermatophyte | Scrophulariaceae | Veronica prostrata (subsp. scheereri)            | Véronique couchée                                    | VI.b   |
| Spermatophyte | Scrophulariaceae | Veronica verna                                   | Véronique printanière                                | VI.b   |
| Spermatophyte | Solanaceae       | Physalis alkekengi (var. alkekengi)              | Coqueret                                             | VI.b   |
| Spermatophyte | Sparganiaceae    | Sparganium natans                                | Rubanier nain                                        | VI.b   |
| Spermatophyte | Taxaceae         | Taxus baccata                                    | If                                                   | VI.b   |
| Spermatophyte | Thymelaeaceae    | Daphne mezereum                                  | Bois-gentil                                          | VI.b   |
| Spermatophyte | Ulmaceae         | Ulmus laevis                                     | Orme lisse, orme pédonculé                           | VI.b   |
| Spermatophyte | Lentibulariaceae | Utricularia australis                            | Utriculaire citrine                                  | VI.b   |
| Spermatophyte | Lentibulariaceae | Utricularia minor                                | Petite utriculaire                                   | VI.b   |
| Spermatophyte | Lentibulariaceae | Utricularia vulgaris                             | Utriculaire commune                                  | VI.b   |
| Spermatophyte | Valerianaceae    | Valeriana wallrothii                             | Valériane des collines                               | VI.b   |
| Spermatophyte | Violaceae        | Viola calaminaria                                | Pensée calaminaire                                   | VI.b   |
| Bryophyte     |                  | Toutes les espèces                               |                                                      | VII    |
| Macrolichen   |                  | Toutes les espèces                               |                                                      | VII    |
| Ptéridophyte  | Equisetaceae     | Equisetum hyemale                                | Prêle d'hiver                                        | VII    |
| Ptéridophyte  | Lycopodiaceae    | Lycopodium clavatum                              | Lycopode en massue                                   | VII    |
| Spermatophyte | Alismataceae     | Sagittaria sagittifolia                          | Sagittaire                                           | VII    |
| Spermatophyte | Amaryllidaceae   | Galanthus nivalis                                | Perce-neige                                          | VII    |
| Spermatophyte | Asteraceae       | Centaurea montana                                | Centaurée des montagnes                              | VII    |
| Spermatophyte | Cyperaceae       | Scirpus lacustris                                | Jonc des chaisiers                                   | VII    |
| Spermatophyte | Ericaceae        | Vaccinium oxycoccos                              | Canneberge                                           | VII    |
| Spermatophyte | Gentianaceae     | Centaurium erythraea                             | Erythrée petite centaurée                            | VII    |
| Spermatophyte | Gentianaceae     | Centaurium pulchellum                            | Erythrée élégante                                    | VII    |
| Spermatophyte | Liliaceae        | Hyacinthoides non-scripta                        | Jacinthe des bois                                    | VII    |
| Spermatophyte | Menyanthaceae    | Menyanthes trifoliata                            | Trèfle d'eau                                         | VII    |
| Spermatophyte | Nymphaeaceae     | Nuphar lutea                                     | Nénuphar jaune                                       | VII    |
| Spermatophyte | Nymphaeaceae     | Nymphaea alba                                    | Nénuphar blanc                                       | VII    |
| Spermatophyte | Orchidaceae      | Dactylorhiza fuchsii                             | Orchis tacheté des bois, Orchis de Fuchs             | VII    |
| Spermatophyte | Orchidaceae      | Epipactis helleborine                            | Épipactis à larges feuilles                          | VII    |
| Spermatophyte | Orchidaceae      | Listera ovata                                    | Listère ovale, Double feuille                        | VII    |
| Spermatophyte | Orchidaceae      | Orchis mascula                                   | Orchis mâle                                          | VII    |
| Spermatophyte | Ranunculaceae    | Actaea spicata                                   | Actée en épis                                        | VII    |
| Spermatophyte | Ranunculaceae    | Ranunculus lingua                                | Grande douve                                         | VII    |
| Spermatophyte | Rosaceae         | Rosa rubiginosa                                  | Rosier rouillé                                       | VII    |
| Spermatophyte | Rosaceae         | Rosa tomentosa                                   | Rosier tomenteux                                     | VII    |